# 波蘭戰役
波蘭戰役（又稱德波戰爭，而波蘭稱其為1939年保衛戰或1939年九月戰役，德國則稱其為波蘭戰役，作戰代號為《白色方案》）是德國、斯洛伐克與蘇聯軍隊於1939年9月入侵波蘭的行動，一般被認為是第二次世界大戰的開始。在《德蘇互不侵犯條約》簽署了一星期後，德國於1939年9月1日凌晨4點40分展開進攻，而蘇聯亦於9月17日入侵波蘭，10月6日，德蘇聯軍大致佔領全國領土，按《德蘇邊境條約》的補充議定書為界瓜分波蘭，波蘭戰役結束。
9月1日一早，德國分作自南、西面戰場，以及東普魯士方面的部隊發動攻擊，並以兩翼包圍的方式夾擊集結於邊境地帶的波軍主力部隊。波軍損失慘重、欲撤出部署於德波邊境的部隊，將其用於首都華沙以西的位置建立一條防線，等待軍事同盟國的英法兩國對德國的西方戰線發動馳援，但當下擁有兵力絕對優勢的盟軍卻按兵不動。不到9月中旬，德軍已經兵臨華沙，波軍將大部分僅存的主力集結，於布楚拉河一線反擊德軍，一度逼迫後者抽調兵力應付，最終，德軍將波軍主力包圍殲滅，獲得了決定性的勝利。10月8日，經過短暫的軍政府管理後，德國直接將波蘭西部，包括西里西亞、大波蘭、波莫查、羅茲、但澤等曾為德意志帝國領土或有大量德裔人居住的地區併吞為國土，而其餘區域則由親衛隊上將漢斯·法郎克所領導的波蘭總督府進行管理，對內施行「德國化」政策，在德國佔領期間，納粹親衛隊於波蘭境內建立了大量的集中營，關押猶太人、醫生、公務員、教會人員與地主等群眾，最後將被关押人员有系統地大量處決。逃到西方國家的數十萬波軍則另外組成一流亡政府，並加入了盟軍，於其他戰場繼續與軸心國戰鬥。
9月17日，東方邊境的蘇聯軍隊則是準備就緒，根據《德蘇互不侵犯條約》中的秘密協議而入侵波蘭，蘇德聯軍開闢了第二戰場。波蘭政府認定原先守於東方「羅馬尼亞橋頭堡」進行固守的計劃已不可行，遂下令撤離所有部隊至中立的鄰國—羅馬尼亞。10月6日，最後一批波蘭軍隊於科克戰役被擊潰，德蘇兩軍合力下，順利佔領波蘭全國。儘管波蘭從未有代表全國的政府或組織出面宣佈投降過，但也已象徵了波蘭境內戰事的結束。在蘇聯1939年後的佔領區中，史達林則對波蘭人實行「俄羅斯化」，同樣殺害了波蘭社會精英與政治反對者，其中尤以屠殺兩萬名波蘭軍官的「卡廷森林屠殺案」最為出名。在德國佔領波蘭全國後，後者組織起地下抵抗勢力—「波蘭家鄉軍」於二戰期間進行游擊戰。二戰結束後，波蘭本土由蘇聯指導的波蘭統一工人黨所執政，與西方意識形態接近的流亡政府則一直無法回到波蘭，一直到東歐革命後才重回故土。
波蘭戰役是第一次世界大戰結束後德軍的首次大規模陸上作戰，以波蘭仍有一定國力的情況下，世界各國對於波蘭迅速崩解感到驚訝，進而產生許多誤解或有很大爭議的觀點，部份錯誤資訊仍在今日的出版品中可以見得，例如最有名的「波蘭騎兵向德國戰車衝鋒」、「德國空軍於開戰後數日即消滅波蘭空軍」等，實際上是眾多以訛傳訛的資訊加上宣傳機關的刻意宣传所造成的不正確印象。另外，有軍事歷史學家將本戰役視為德軍新型態作戰模式—「閃擊戰」首次使用的作戰，並視其為德軍吸收西方軍事家（B·H·李德哈特、J·C·富勒和夏爾·戴高樂等人）的戰車理論而發展的結果，同樣地，這個論點也受到了相當的批評。

## 背景

### 凡爾賽體系
第一次世界大戰後，由於三大歐洲帝國—德意志帝國、奧匈帝國與俄羅斯帝國解體，原本其領地內的少數民族紛紛獨立為民族國家，諸如捷克斯洛伐克、波羅的海三小國、芬蘭、南斯拉夫以及波蘭，這些國家形成的歐洲態勢被稱作「凡爾賽體系」。其中，波蘭第二共和國人口約2,700萬，領土面積為388,000平方公里（排於全歐洲第六位），是東歐最大的國家之一，但隨著德國與蘇聯逐漸自一戰與內戰的創傷恢復，這些獨立出來的新興小國感受到兩歐陸強權國的威脅，同時其本身國力又不足以對抗，遂開始尋找盟國以保障其本身安全，波蘭便尋求英國與法國的協助。
英國與法國雖為傳統盟國，在一戰中對抗德國和武裝干涉俄國內戰時皆並肩作戰，但面對波蘭的要求則有了不同的回應。英國為保持歐洲的均勢，不願過份削弱德國而令法國變得過強，因此在20年代波蘭請求幫助時皆予以拒絕。英國認為，波蘭是法國的盟友，對於英國本身並無利益，首相大衛·勞合·喬治甚至連波蘭領土西里西亞在哪裡都不知道，還曾說過：「波蘭人民從未在歷史過程中表現出有能力維持長久的獨立。」外相奥斯丁·张伯伦爵士也曾於1925年2月表示：「任何英國政府都不會、也永遠不會為保護波蘭走廊而犧牲一名英國擲彈兵的性命。」法國則是波蘭的盟國，希望後者能取代俄國的作用，因此在德波領土問題上總是站在後者一邊。然而在另一方面，法國與波蘭間的關係又並非對等，法國有時會因為本身目的而損害波蘭的利益，而波蘭的外交政策很大程度上受其掣肘。換句話說，倘若法國背棄波蘭，後者在歐陸上即會喪失唯一的有力盟友，將陷入軍事上孤立無援的境地。
歐陸上其他的小型國家，如南斯拉夫、捷克斯洛伐克和羅馬尼亞三國組成了所謂的「小協約國」，波蘭在尋求鄰國盟友的過程中也想加入其聯盟，但遭到捷國的拒絕。兩國間又彼此煽動其境內的少數民族衝突，捷國煽動波蘭內的烏克蘭人，波蘭則鼓勵捷國的斯洛伐克人反對捷克人。在波蘭領土四周，僅有羅馬尼亞始終與其保持著良好的關係，1921年3月還曾簽訂同盟條約，以應對俄國的威脅。雖然到了1939年該條約已經過期，但羅馬尼亞仍對後來波蘭政府、士兵與難民的逃亡佔有相當重要的角色。

### 1920年代的德國、波蘭與蘇聯之關係

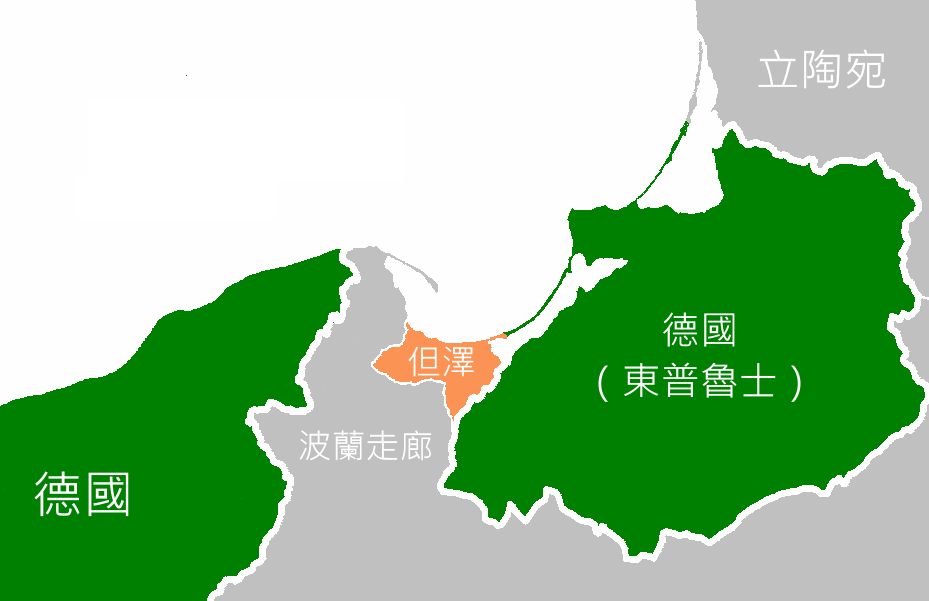
標有「波蘭走廊」與但澤位置的地圖

第一次世界大戰後，德意志帝國戰敗，被迫接受協約國的《凡爾賽條約》，放棄東部歷史上曾屬於波蘭的大量領土，而俄羅斯帝國崩潰、蘇俄成立後，波蘭趁此機會獨立，並與後者發生了波蘇戰爭，結果波蘭在華沙戰役中扭轉局勢，讓蘇聯無法將其併吞。在整個1920年代，德國與蘇聯於國際上備受孤立，兩國反而因此發展成了一種特殊的互助關係，1922年4月德國就與蘇聯簽訂了《拉巴洛條約》，後者將提供德國武器試驗的場所，許多未來發跡的技術都在此時獲得寶貴的測試經驗，如戰車；而蘇聯則得到德國教官對其軍隊進行現代化與訓練，令百廢待興的蘇聯紅軍可以更快地抵禦波蘭的威脅。兩國間的合作十分密切，且並無意識形態的衝突，當時德國軍隊領導人漢斯·馮·塞克特將軍認為蘇聯是理想的盟友，兩國的合作可以長久，並共同於未來將波蘭毀滅。
在此時期，德國對於波蘭的厭惡程度甚至超過英法等國，原因包括英國對德國的態度轉向容忍、法國軍事思想轉為防禦為主、並還有士氣蕭條的情況，故不易另起戰端，且在一戰結束時，德國只喪失了阿爾薩斯-洛林兩省給法國，這兩省在歷史上曾多次易手予他國，民族成份複雜而難定其歸屬，但在波蘭的情況中，德國不但要讓其恢復1772年時的領土，還要喪失西里西亞此一重要的工業產煤區（作為敗戰之懲罰）、割讓但澤這個純德國城市以及「走廊地區」給予波蘭（該市超過95％的人都講德語），在名義上成為獨立的「自由市」，導致德國本土與東普魯士分隔，嚴重限制了後者的發展。大戰結束後，德國總計喪失帝國時期的13％領土與12％的人口，其中波蘭又佔其極高之比例。出身自德東一帶的塞克特對波蘭更是痛恨，曾說道：「波蘭的存在是不可容忍的，是與德國本身的需求不可調和的，波蘭必須滅亡，而且一定會滅亡。」並灌輸軍隊中「毀滅波蘭」之信念，後來此主張也同樣為柏林的高級官員所接受，威瑪共和國總理約瑟夫·魏爾斯曾公然發表過「波蘭必須受到懲罰」的言論，而英國首相大卫·劳合·乔治也曾說過：「波蘭被給予的太多，以後會造成大麻煩。」1925年6月起，德國開始對波蘭進行關稅戰，並對其境內德意志僑民宣傳復仇主義，鼓勵其分裂運動。
蘇聯剛從戰爭中結束時與波蘭的關係也同樣緊張，尤其是《拉巴洛條約》的簽訂更是讓後者感到極大的威脅，認為德蘇兩國軍隊未來可能發動向華沙進攻的巨大箝形攻勢。但實際上，蘇聯這時致力於經濟的發展，不願在國際事務上發生衝突，故對外採和平外交。波蘭提出除了維護其現有的《里加條約》規定的邊界外，在其他領土上已無所求，加上面對逐漸壯大且不友善的德國，波蘭無力再抽身對付蘇聯，蘇聯儘管對現行邊界不滿意，但還是願意與其重修關係。1922年6月，波蘭與蘇聯簽訂《波蘇友好條約》，有了一定的改善，但兩國間仍存有相當的不信任。1926年9月，蘇聯向波蘭外長提交一份互不侵犯條約的草案，波蘭同意，並建議蘇聯同波羅的海三小國都簽訂相同的條約，蘇聯亦答應。然而兩國間的談判又因為領土問題而陷入膠著，蘇聯認為立陶宛應擁有波蘭領內的維爾諾省，而波蘭認為這違反了《里加條約》，雙方關係急速惡化，甚至在1927年6月，蘇聯大使遭到波蘭的白俄羅斯僑民刺殺身亡。一直到1929年，蘇聯與波蘭簽訂《白里安-凱洛格條約》，雙方協議不以戰爭作為國家政策執行工具後，波蘇關係才解凍。
1931年9月，日本發動了「九一八事變」，亞洲發生了戰事，蘇聯為抽出兵力顧及該區，於1932年7月與波蘭簽訂了《苏波互不侵犯条约》，有效時間為10年。

### 希特勒上台後的轉變

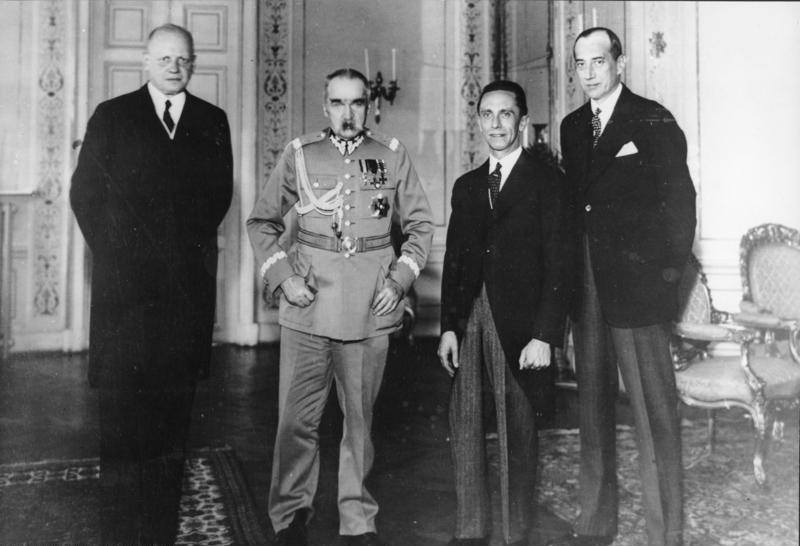
德国大使漢斯-阿道夫·馮·毛奇、毕苏斯基、德國宣傳部長约瑟夫·戈培尔和波兰外长约瑟夫·贝克，摄于1934年6月15日的华沙，五个月前，兩國签署了《德波互不侵犯条约》，正處於蜜月期

1933年，阿道夫·希特勒與其領導的纳粹党獲得了政權，一反先前德國與蘇聯交好的關係，提出了納粹主義向東方擴張的「生存空間」理念，並宣稱將建立一個在歐陸擁有霸權的泛德意志國家，德國最終將對蘇聯展開戰爭。為達到此目的，希特勒將在德國的周圍建立其反共戰爭的同盟國、衛星國或傀儡國。希特勒執政之初，德國與波蘭關係急速惡化，1933年2月，希特勒接受英國《星期日泰晤士報》記者談話時曾揚言：「要求波蘭將走廊還給德國，並要在『短時間內』。」還策動了德波邊境的反波蘭遊行示威運動，如宣稱將「解放」在但澤與走廊地區的德意志少數民族，並聲稱但澤將德國領土隔為兩地是「《凡爾賽條約》中最醜惡的部份」。波蘭領導人约瑟夫·毕苏斯基則以武裝部隊駐於邊境，施加軍事壓力，令希特勒收手。德國與蘇聯的交惡，反而促使蘇聯與波蘭改善，希特勒便改變方針，表示願意修補兩國的關係，停止了20年代以來的關稅戰和攻擊性的宣傳。1933年11月，德波兩國發表聯合公報，宣稱：「將以外交手段解決兩國間的紛爭。」1934年，兩國簽訂了為期10年的《德波互不侵犯条约》。1935年後，繼任毕苏斯基職務的爱德华·雷兹-希米格维將軍察覺到德國的威脅，該國正違反《凡爾賽條約》，積極的重整軍備。但波蘭外交部長、同時也是畢蘇斯基內閣成員的約瑟夫·貝克則繼續奉行親德政策，從「德奧合併」到支解捷克斯洛伐克的「蘇台德危機事件」時，波蘭都表示支持德國。同時，波蘭也仿效德國以武力威脅他國—出兵立陶宛、強迫後者承認維爾諾屬波蘭領土，以及施壓捷國、成功吞併在1919年波捷戰爭時所失去的扎奥杰（今捷克捷欣）一地，這些侵略作為都令波蘭在歐洲的形象惡化，國際地位更為孤立。
完成吞併捷國後，希特勒開始正式拉攏波蘭加入《反共產國際協定》，形成如同後來義大利、匈牙利、羅馬尼亞、保加利亞、芬蘭和日本的聯合戰線，1938年，新任外交部長约阿希姆·冯·里宾特洛甫與波蘭大使會晤，提出其聯盟必須以但澤劃歸給德國、並在走廊地區建立一條高速公路來連結德國領土為前提，倘若波蘭答應，希特勒將會未來給予波蘭烏克蘭北方的領土，並將德波條約將延長25年作為補償。然而波蘭認為，若加入了德國為首的軍事聯盟將會淪落為一個衛星國，甚至最終其國家地位將受到威脅，如同捷國被德國所吞併，因此貝克拒絕其提議，波蘭外交部與軍事領導人的看法也走向一致，波蘭政府領導人亦不信任希特勒。3月21日，貝克前往柏林與希特勒會晤，後者強硬地要求其接受德國的條件，但遭到拒絕，雙方不歡而散。希特勒即命令軍方擬定入侵波蘭的計畫—《白色方案》，並於4月3日予以批准。
英國也意識到德國與波蘭關係的改變，1939年3月31日，波蘭得到英國的保證，將維護前者領土的完整；4月6日，貝克前往倫敦簽署《英國-波蘭安全保證條約》；5月19日，波蘭又與法國簽訂類似的議定書，表示當波蘭受到攻擊時，法軍將攻擊德國，同樣地，當法國與比利時受到德國攻擊時，波蘭也會進攻後者。希特勒於同月28日以波蘭接受英法兩國保護為由，宣佈廢除《德波互不侵犯條約》，並命令德軍在8月前做好進攻該國的準備。另一方面，英國首相內維爾·張伯倫仍認為能與希特勒能達成一項關於但澤（也許還包括波蘭走廊）的協議、戰爭是可以避免的，希特勒也有相同的看法。

### 德國與蘇聯的妥協

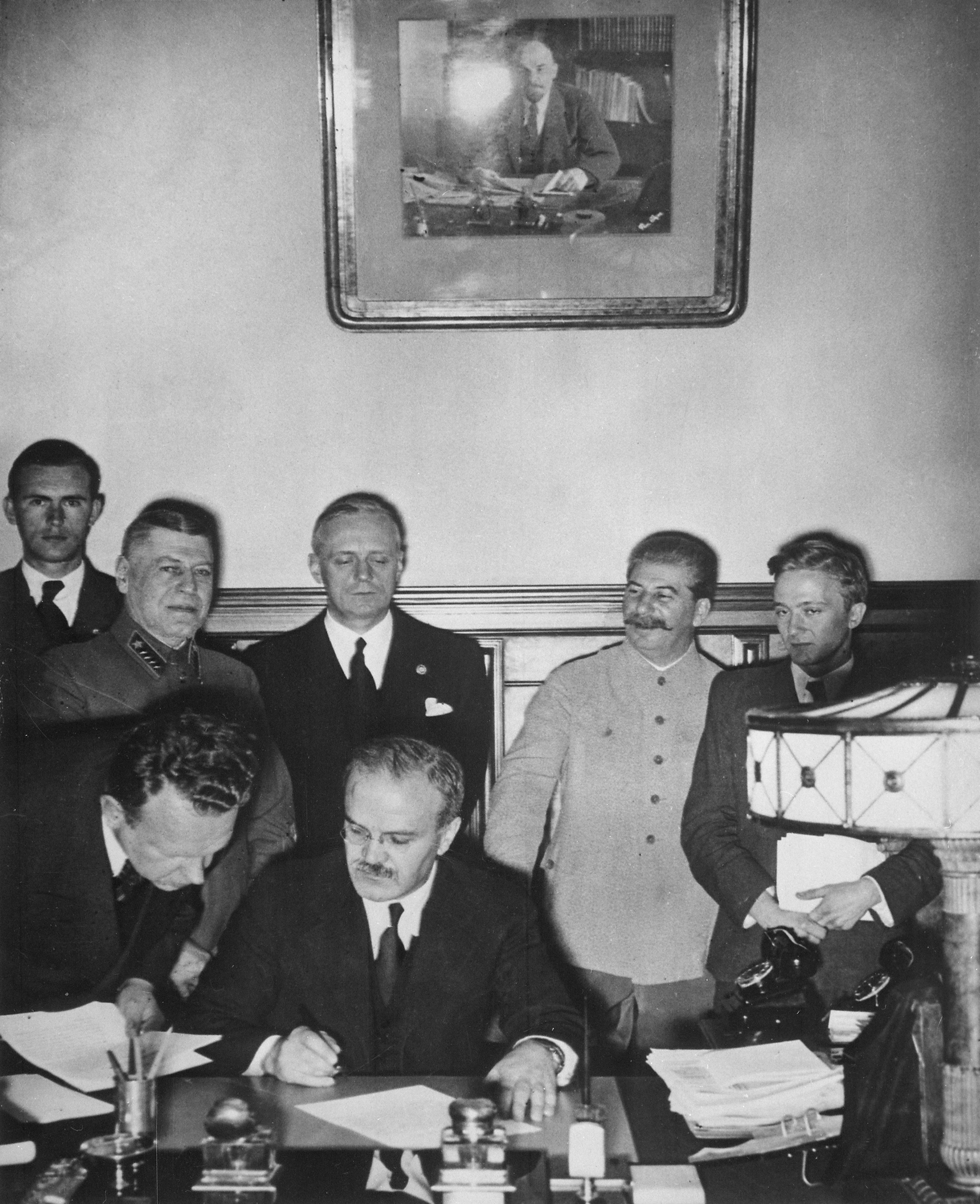
蘇聯外交部長米哈伊洛維奇·莫洛托夫簽署《苏德互不侵犯条约》。站在他身後的是德國外長里賓特洛甫與蘇共中央總書記史達林

在但澤和走廊的會談破裂後，德國幾個月內與波蘭之間沒有任何外交互動。希特勒也知道，自從1939年4月起，英法兩國欲遏止德國而與蘇聯談判，但僅要求蘇聯提供幫助，卻不願在蘇聯同樣受到攻擊時援助，談判遂陷入膠著，再加上蘇聯與德國國境並未相接，若要與德軍戰鬥就得通過波蘭或羅馬尼亞的領土，而這兩個國家卻都不同意其軍隊通過，尤其是波蘭，貝克認為若與蘇聯同盟只會激怒希特勒，讓戰爭提早爆發。希特勒見此，便於8月23日派外交部長里賓特洛甫前往蘇聯，於當天晚上簽訂了《德蘇互不侵犯條約》（又稱「莫洛托夫-里賓特洛甫條約」），有效時限為十年，國際上對德蘇的關係改變感到震驚，原先這兩個國家在意識形態上是完全對立的。然而《德蘇互不侵犯條約》並非僅有保證兩國安全的效用，其中還附加了一項秘密協定：兩國共同瓜分東歐，包括波蘭、波羅的海諸國、羅馬尼亞等國家，以波蘭來說，它將被德蘇兩國共同瓜分，前者取得49％的領土，剩餘則劃給蘇聯，兩國不但將共同出兵打擊波軍，在德國因進攻波蘭而遭英法宣戰時，蘇聯將會維持中立，波蘭即因此將面對歷史上德國與俄羅斯的第四次瓜分。
希特勒原預計於8月26日凌晨4點開始發動攻擊，但因為三件事而延遲了：一、8月25日，波蘭與英國簽訂的《英國-波蘭安全保證條約》被併入了1921年法國與波蘭的同盟條約中，即意旨英國加入了法國與波蘭的軍事聯盟，並重申它們將捍衛波蘭領土之完整與國家的獨立地位；二、義大利王國的「領袖」貝尼托·墨索里尼向希特勒表示，義大利尚未作好戰爭之準備，故不會加入這場德軍的行動中；三、英國和波蘭同時向柏林暗示他們願意重新就但澤與走廊問題恢復談判，因此希特勒動搖了，並召回前線的部隊，但仍有小股部隊未接獲命令而發動了攻擊，25日至26日的凌晨，德國的一隊破壞小組因為沒有聽到延遲攻擊的消息，而照預定計畫攻擊了西里西亞亞布倫科夫隘口和莫斯蒂的火車站。8月26日上午，他們遭波軍擊退，此事件已經給了波蘭人預警—德國即將發動攻擊。
8月26日，希特勒試圖阻止英國和法國干預在即將爆發的戰爭，甚至提出在未來將德軍供大英帝國指揮。談判過程中希特勒相信西方盟國向德國宣戰的可能性不大，並認為他們也在想辦法擺脫先前對波蘭的領土保證，希特勒認為英法兩國將在德國征服波蘭後，願意重新進行談判，最終將達成有利於德國的結果，因此他要繼續嘗試分化西方盟國與波蘭。在這期間由於時間逐漸接近可以保護波蘭的秋雨季節，不能繼續延遲下去，且希特勒了解一旦再改變入侵時間，行動就要再晚好幾個月。

### 最後通牒

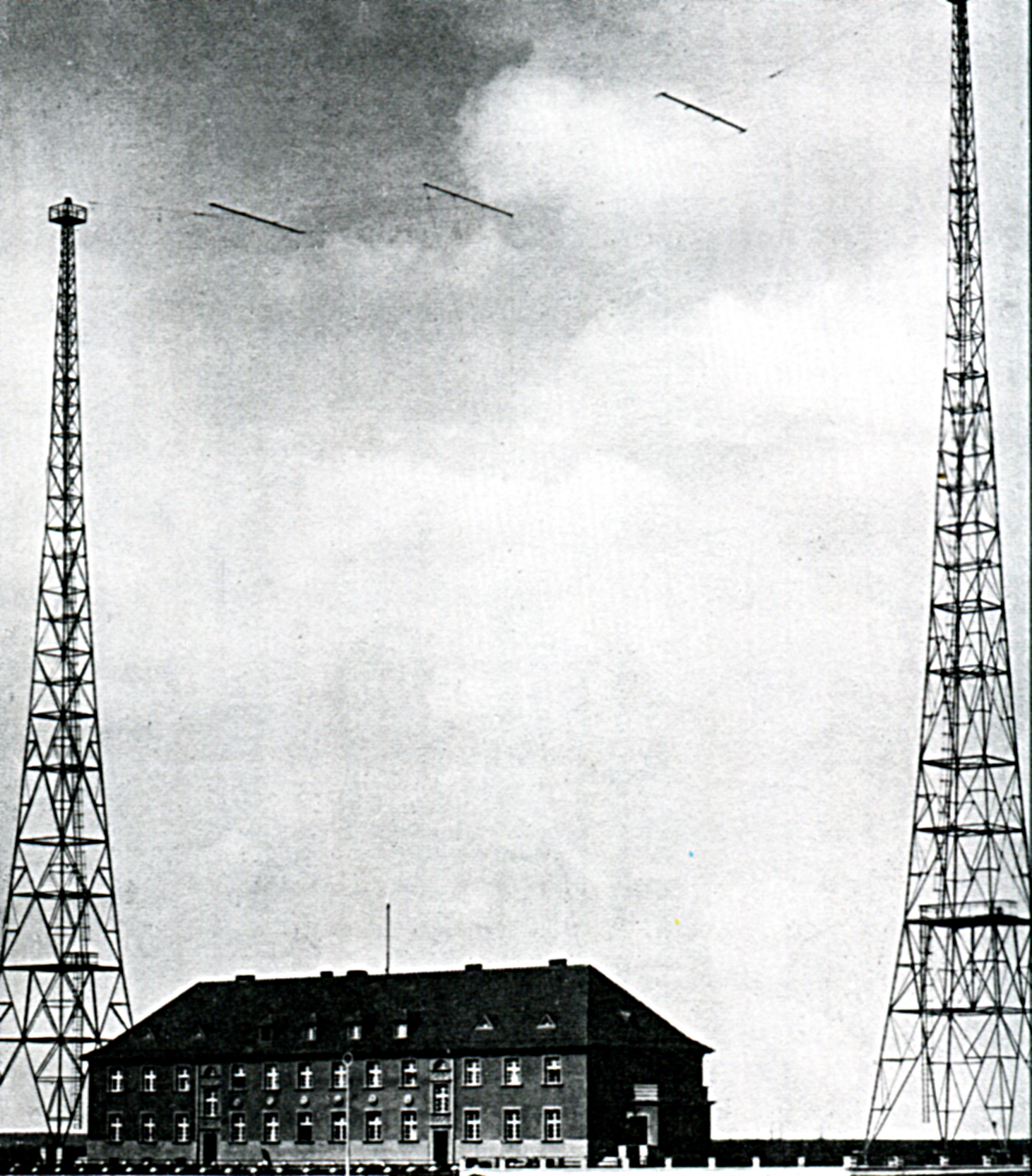
1939年8月31日的格萊維茨電台，現在則是歐洲最高的木造建築物

在英國的催促下，8月29日時，德國發布了最後一次的外交聲明，同時，《白色方案》的時程表必須重新修正。當晚，德國政府作出回應，除了要保護波蘭的德國少數民族外，德國還要收復但澤以及波蘭走廊（先前希特勒僅要求於走廊建立高速公路，現要取得走廊全境），希特勒現已要一場真的戰爭，因此他打算避免掉先前捷克斯洛伐克時西方國家介入的問題，並欲分化波蘭和西方國家的關係，因此提出了有一個附帶條件：前來的波蘭全權代表必須在一天的時間內抵達柏林來簽署一項協議。英國的張伯倫內閣仍為可以繼續進行談判而感到高興，但若考慮到德國規定波蘭全權代表要在限時一天的時間裡抵達，這個難以達成的限時行動也意味著此為德國的最後通牒。8月30日至31日間的凌晨，里賓特洛甫向英國大使宣讀了德國的十六項要求，而當英國大使內維爾·韓德森要求將該文件副本轉交給波蘭政府時，遭里賓特洛甫拒絕，理由是「波蘭代表未能在午夜前抵達。」當波蘭大使約瑟夫·利普斯基於當日中午抵達柏林、求見里賓特洛甫時表示，波蘭現在願意考慮與德國進行談判，但他也承認自己沒有全權能簽署任何協議，里賓特洛甫便將他趕走。不久，德國的廣播宣佈波蘭否決了德國的提議，因此談判終止。下午四點，希特勒決定將攻擊行動於隔天早上4時45分展開。
在德國大軍正式入侵前，德國與波蘭就已開始進行個別的行動。8月29日，德國潛入敵人後方進行破壞的單位於塔爾瑙火車站放置了炸彈，炸死了21名乘客、另有35人受傷。8月30日，雷茲宣布波蘭進行動員、令軍隊人數增長至700,000人，但全面動員又因為英法兩國施加的壓力而取消，法國仍期望還能透過外交解決這次的紛爭，但後者未注意到德國軍隊已集中於德波邊境。8月31日晚，納粹親衛隊執行了引發邊境衝突的「希姆萊行動」，其中最出名的是「格萊維茨事件」，數名親衛隊成員穿上波蘭的軍服、拿著假國旗攻擊德國邊境的格利維采的一座無線電電台，並將幾位集中營的囚犯處死，裝作是受波蘭軍攻擊的德國電台人員屍體，供記者拍攝。1939年9月1日，德國正式發動對波蘭的攻擊，而波蘭由於先前法國的阻撓，只完成了部份的動員，仍有許多單位處於編組中的狀態，或正前往指定的前線陣地路上。

## 兩國的戰略

### 德國的計劃

1939年9月1日時的德軍與波軍部隊佈署示意圖

1939年4月，希特勒命令陸軍總司令部開始草擬入侵計畫—《白色方案》，陸軍總司令部將其交給由弗朗茲·哈爾德為首的德國陸軍參謀本部成員負責，而負責此計畫的則是格特·馮·倫德斯特大將為首的「倫德斯特小組」，但倫德斯特把實際的參謀工作交給了他的部下—埃里希·冯·曼施坦因中將與君特·布魯門特里特上校進行。
《白色方案》策劃者於此時重新嘗試了類似於曾在一戰中失敗的《施里芬計劃》的作法：於一方採取守勢、集中大部分主力部隊，於一方取得迅速的決定性勝利，盡快結束兩線作戰的不利局勢（集中兵力於波蘭，對西方盟國採取守勢）、以側翼攻擊敵人迫使其進行反正面作戰，盡可能以少勝多以及憑著機動戰達到「坎尼模式」的包圍殲滅戰，將敵人有生力量消滅，這些皆是德國自赫尔穆特·卡尔·贝恩哈特·冯·毛奇時代起傳承至德軍參謀部的思想，總稱為「普德學派」。雖然第一次世界大戰中德國戰敗，但軍方不認為其軍事思想有誤，而是認為客觀條件上的不足，於是塞克特繼續將其保留下來。歷經了戰間期近20年的發展，德軍已有了兩種新世代的武器—飛機與戰車，在技術與任務性質上也獲得了充分的發展，兩者皆與一戰時期的產物相比不僅打擊力更強、速度也更快，遂在結合此兩者武器之運用後，德軍的普德學派軍事思想發展成了日後的「閃擊戰」作戰模式，即將集中兵力的裝甲部隊來突破敵軍防線，快速深入後方、將敵軍主力包圍後而進行決定性的殲滅會戰。然而在波蘭戰役時，德軍認為裝甲部隊作戰能力仍是一個未知數，鑑於降低風險等理由，最高統帥部將裝甲師與其他快速部隊用於支援傳統步兵師、裝甲師也被分散於各軍團中，而並未形成軍級以上之單位。因此，波蘭戰役實際上是以裝甲兵為支援、而非主力的戰鬥，更多的軍事行動是以傳統步兵來承擔突破、包圍與殲滅的責任。

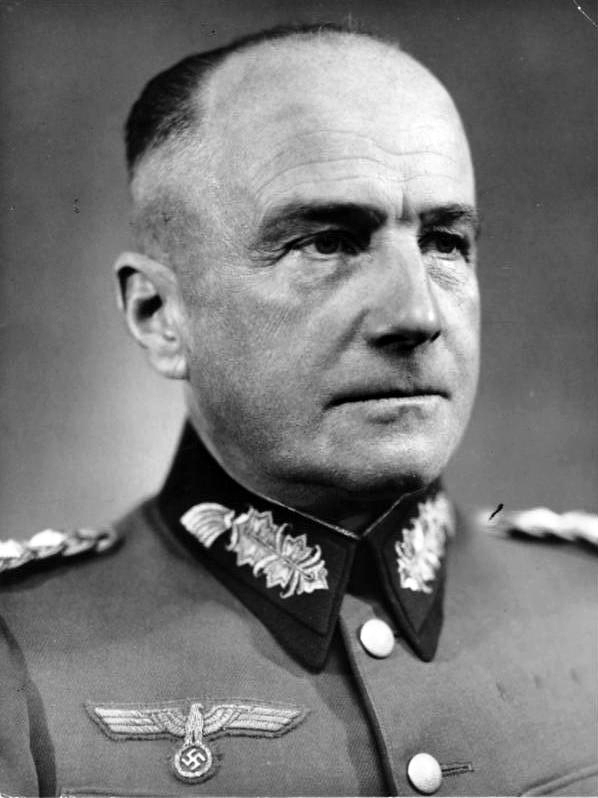
瓦爾特·馮·布勞齊區大將，德軍《白色案》的作戰總指揮官

在天氣良好的情況下，波蘭的地形非常適合機動戰，不僅有廣闊的平原，且幾乎沒有什麼天然屏障，唯一可能阻礙德軍的幾條河流則因為夏季而水位大降，在此時期，波蘭境內的第一大河—维斯瓦河甚至可以在任何一處直接徒涉；反之若下了大雨，波蘭境內原先就很差勁的路況將變成一片沼澤，地面將會變得非常黏稠。波蘭的地形不僅並未對德軍造成困難，其地理位置更是處於極不利的態勢；波蘭共計約5,600公里的漫長國界，其中於西部和北部與德國相接處即長2,000公里，在1938年慕尼黑會議後更在南面延長了300公里，這也意味著波蘭受到德國三面包圍，尤其波軍佈署軍隊若越接近其疆界，在戰爭爆發後德軍只要自任何一方向出發，即可將突出部內的波軍所包圍。德軍策劃作戰時充分利用了其優勢，並將軍隊分成三個方向—西、北、南來進攻波蘭，由兩個集團軍施行，兩大攻擊矛頭將形成兩個巨大的箝形攻勢包圍圈，將波蘭的主力部隊在维斯瓦河以西就被圍殲。此作戰預計將於宣戰前即開始進行敵對行動，並實際指揮由陸軍總司令瓦爾特·馮·布勞齊區大將負責，而集團軍的配置則如下：
- 南方集團軍：由倫德斯特大將指揮，擔任主攻，自德國西里西亞、摩拉維亞和斯洛伐克邊境發起攻擊，下轄約翰內斯·布拉斯科維茨步兵上將的第8軍團（將向東進攻羅茲，為主攻之左翼）、威廉·利斯特大將的第14軍團（往克拉科夫推進，並轉向波蘭的喀尔巴阡山脉側面，掩護第10軍團之側翼）以及中路由瓦爾特·馮·賴歇瑙砲兵上將指揮的第10軍團（擔當主力，將向東北方向挺進波蘭的心臟地帶）。南方集團軍共有26個師，約88萬人，其中快速部隊為10個師，攻擊重點集中於第10軍團上，該集團軍還得到了空軍的阿尔贝特·凯塞林航空兵上將的第1航空隊的支援。德國的傀儡國—斯洛伐克也將派3個步兵師和1個機動兵團組成的「貝爾諾拉克軍團（英语：Field Army Bernolák）」自該國北部實施輔助攻擊。
- 北方集團軍：由費多爾·馮·波克大將指揮，擔任助攻，自德國東普魯士發動攻擊，下轄格奧爾格·馮·屈希勒砲兵上將的第3軍團（由東普魯士直接向南前進）與君特·馮·克魯格砲兵上將的第4軍團（向東南進攻波蘭走廊，消滅但澤一帶突出部的波軍）。北方集團軍共有16個師，約63萬人，其中5個師為快速部隊，北方集團軍還得到了由亞歷山大·勒爾航空兵上將指揮的第4航空隊的支援。
- C集團軍：由威廉·馮·里布大將指揮，負責於西線防守英法兩國可能的攻擊，共有22個師，大部分為後備役組成，按照哈爾德的說法，這些部隊大概只能處理「收取關稅」這一類的任務[66]。德軍另外還預留14個師作為預備隊[67]。

在戰爭開始前，德軍軍事情報局的特種部隊——「布蘭登堡部隊」還會滲透進入波蘭，保護工廠、礦區不受到波蘭人破壞。德國空軍總司令赫爾曼·戈林還親自策劃了一道「海岸行動」（Operation Wasserkante），將於開戰後轟炸華沙。

### 波蘭的防禦計劃

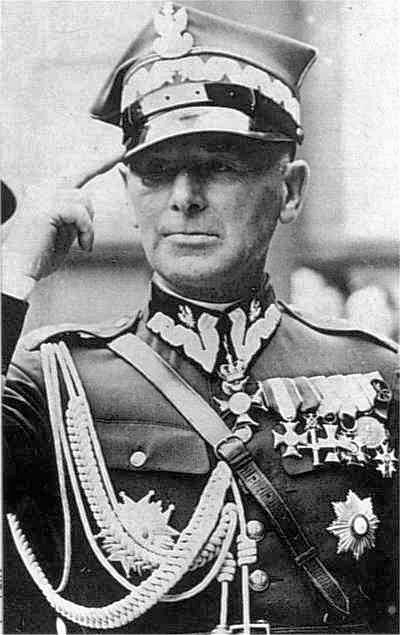
愛德華·雷茲-希米格維元帥，波軍總司令

早在德國威瑪時代，波軍就預定與英法兩國協同對德作戰，並以積極進攻德國東部為主要構想（德國的應對方式為內線作戰，將波軍誘入後進行包圍殲滅，如一戰的坦能堡會戰）。然而隨著德國日益強大起來，波軍最高統帥部也認清了主動權回到德軍手中，開始擬定以防禦為主軸計畫。因為先前親德的外交方針，波軍一直到1939年3月才重新認清了希特勒的威脅，擬出作戰計畫——《西方計畫》（又稱《Z計畫》）。《西方計畫》內容以防禦為主，以固守波蘭人口稠密、資源豐富、工業發達的西方領土為重點（這為基於政治上的決定），並等待西線的盟軍對德國發動攻擊，雷茲-希米格維聲稱：「這是一項防禦計劃，它的目標就是防止我們的軍隊在盟國從西線對德軍發起毀滅性打擊之前覆滅。……我必須承認在戰爭開始的時候，波蘭會失去一些領土，但在以後的戰爭中將會收復這些土地。」在需要防守的地域中，波軍又以走廊和但澤為重，這源於波蘭政治家們認為德軍可能佔領這些有爭議的領土後即以軍事實力作籌碼，重新與英法兩國進行談判、最後簽訂一個妥協性質的和約。
《西方計畫》將波軍部隊沿著德波兩國邊境展開，兵力極為分散且缺乏良好的防禦陣地，非常容易使德軍自側翼將其包圍殲滅之，而後成為了歷史學家所詬病之處，如英國軍事歷史學家B·H·李德哈特即認為波軍應將主力佈署於維斯瓦河以東，以其作天然防線進行長時間的抵抗（這也是法國的意見）。波軍內部也有將領支持此作法，並令《西方計畫》加入了當確定無法阻擋德軍後、波軍自國境往縱深防禦帶撤退的行動（「羅馬尼亞橋頭堡作戰」），同時也將其作戰制定為邊抵抗邊撤退，使波蘭爭取時間進行總動員，並讓西方的盟軍可以對德攻擊，迫使後者調轉軍隊，波軍再伺機反攻。事實上到戰爭爆發後，波軍也無法如計畫後撤，原因在於其大部分部隊機動力不足，德軍快速部隊運動速度太快和其空軍連續反覆地轟炸，波軍在撤退時不停被迫倉皇地改變陣地、幾近潰竄，最終也無法在被德軍快速部隊包圍前撤離，被迫用最直接、傷亡最慘重的死守來防禦。另外，由於波蘭在戰前的宣傳強調德國的任何入侵都會被擊退。因此當德國入侵、擊潰波軍時，波蘭平民感到非常驚恐，且因為其缺乏這一類的災難訓練，在民眾恐慌升高時產生了大量急於逃離的難民，他們不僅製造混亂、降低波軍士氣，還造成運輸道路擁擠，使原本就很不易進行的撤退行動雪上加霜。
波軍在9月1日時共將部隊組成「莫德林軍團」、「克爾巴阡軍團」、「克拉考軍團」、「羅茲軍團」、「波茲南軍團」與「波莫查軍團」共6個軍團和一個「那累夫兵團」。兵力共有4個步兵師和4個騎兵旅的莫德林軍團（由埃米尔·克鲁科维奇-普热杰米尔斯基准將指揮）與那累夫兵團（由切斯瓦夫·姆沃特-菲亚乌科夫斯基上將指揮）負責守住東普魯士邊境、由5個步兵師與1個騎兵旅組成的波莫瑞軍團（由瓦迪斯特勞·波特勞斯基中將指揮）則防守波蘭走廊、克爾巴阡軍團（由卡西米爾茲·法布雷西少將指揮）則有山地師和步兵師各1以及2個山地旅，負責防禦可能來自於克爾巴阡山的攻擊、由4個步兵師和2個騎兵旅組成的波茲南軍團（由塔德烏斯·庫特雷茲巴少將指揮）則於波蘭西方突出部駐守、羅茲軍團（由朱里斯·隆美爾上將指揮）與克拉考軍團（由安東尼·西勒寧上將指揮）則負責西里西亞西南一帶全部的防禦，共有10個步兵師、2個騎兵旅和1個裝甲旅。開戰後，還會另外動員兵力，組成「盧布林」與「普魯士」兩個軍團作為預備隊。

## 雙方軍隊實力的比較

### 德國

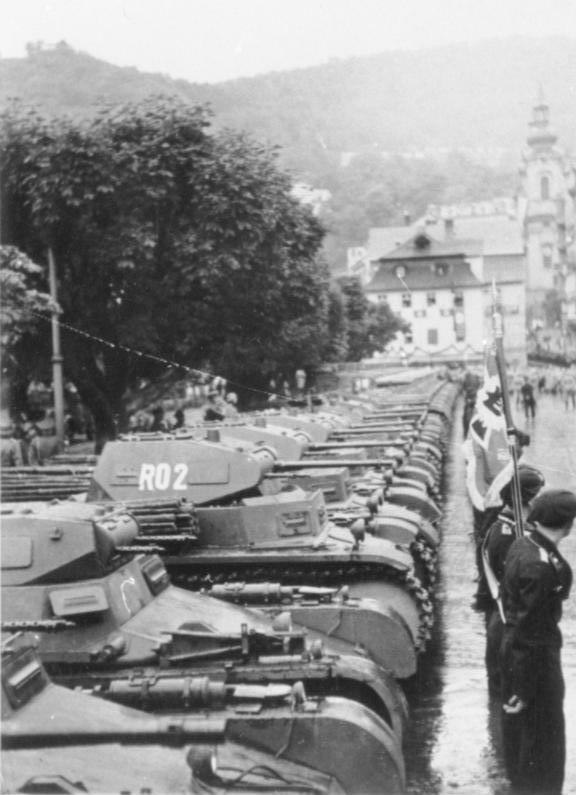
1938年10月，正被檢閱的德軍裝甲部隊，照片中的戰車為一號與二號戰車

德意志國防軍在經過1935年希特勒撕毀《凡爾賽條約》而宣佈徵兵後，軍隊規模已遠非波蘭所及。承平時期，德國約有為數60萬的軍隊，而波蘭僅有21萬；動員潛力的差距亦然，前者除了51個現役師外，在戰時可另外編成102個師，而波蘭只能編成30個正規師，以及15個後備師。1939年時，德國即正動員為數400萬的軍隊，其中已有250萬人完成作戰訓練，加上因為先前德軍執行的隱密行動，讓其在未被發現的情況下迅速完成了動員準備，動員一共分成四個梯隊進行：第一梯隊為質素最優者，裝備最精良、最優先給予機械化和編制人數最多，每師約18,000人，這樣的師共有35個，總數約為630,000名士兵；第二梯隊則有16個師，為後備役士兵組成，每師約有15,000人，共240,000人；第三梯隊為年齡較高或訓練較不完整的後備役部隊所組成；第四梯隊則由正規部隊的加強營所組成，與第三梯隊的單位同用於增援或次級防禦作戰中。德國陸軍在威瑪時期限額十萬人，讓其軍隊僅留下菁英份子，加上協約國的限武條約沒有規範士官數量，塞克特便加以大量訓練，預計於未來擴軍時擔任中下級軍官，希特勒上台擴編後，以往的將官變成軍團司令、校官變成將官、士官變成校官。但即使德軍指揮人員質素優良、動員能力驚人，其士兵武器的產量不夠需求，如德國汽車工業無法負荷，許多單位被迫使用馬匹作為主要運輸工具，且仍使用許多舊式武器，如Gew 98步槍與MP18衝鋒槍，兩者皆為一次大戰的產物，而反戰車武器上，德軍主要使用37公釐36年式反戰車砲，波軍則主要使用波佛斯37公釐反戰車砲，兩者性能也十分接近。因此總體上來說，德波兩軍戰力與裝備質量最接近的單位是步兵師與戰防武器。然而與波軍相比，德軍在武器數量上佔了相當大的優勢，例如其一個步兵師就配有735挺輕機槍，比波軍的326挺還要多出一倍。
德國陸軍最佔優勢的武器為戰車，也就是裝甲部隊。德軍的海因茲·古德林裝甲兵上將在戰間期時發展了一套先進的機動戰準則，並成功說服上級建立師級的裝甲部隊，由戰車、砲兵、車載步兵等單位聯合編制，並與空軍進行協同作戰。古德林因為希特勒的支持才成功說服陸軍部的反對者，於1935年成立了三個裝甲師，每個裝甲師都有兩個戰車團，滿編時將擁有561輛戰車（但這個數字從未達到過，一般都約300輛上下）。1936年時，因為陸軍參謀長路德维希·贝克的堅持而又建立了三個「輕裝師」，各擁有一個戰車團，用於遂行騎兵部隊的任務。1937年，德軍又再建立了4個摩托化步兵師。到了波蘭戰役時，德軍已擁有6個裝甲師、4個輕裝師和4個摩托化步兵師，這些機動化單位德軍統稱為「快速部隊」（Schnelle Truppen），共約有2,500–2,900輛戰車（依照各方資料來源，數據略有不同），其中一半為一號戰車與二號戰車，一號是原先用於訓練的，僅裝備了兩挺機槍，裝甲相當薄弱，波軍迷你戰車的火砲即可將其摧毀。二號火力稍較一號強，但與同時期的西方國家戰車相比仍遜一籌。擔任德軍真正的主力的三號則僅占其總戰車數量的10％，但德國也吸收了捷克斯洛伐克技術優良的軍工業與其戰車—LT-38與LT-35，以填補三號與四號戰車的不足。
德國空軍也遠比波蘭空軍來的強大，主要用於提供戰術支援，協助地面部隊的進攻，特別是Ju 87俯衝轟炸機，其精準的打擊能力和特殊的呼嘯聲對波軍士氣有相當之影響。德軍還有當時身為全球最先進的戰鬥機之一的Bf 109戰鬥機，以及大量的中型轟炸機，主要是He 111和Do 17轟炸機。在1936年至1939年期間，希特勒曾組織以空軍為主幹的「兀鷹軍團」前往西班牙參加內戰，獲得了大量的實戰經驗。德軍一共將2,695架飛機用於德波戰爭中，包括771架戰鬥機、408架驅逐機，336架俯衝轟炸機和1,180轟炸機，其中又有200多架用於偵查任務中。此時的德國空軍也可能是全世界最有經驗、最訓練有素和裝備最優良的空軍。

### 波蘭

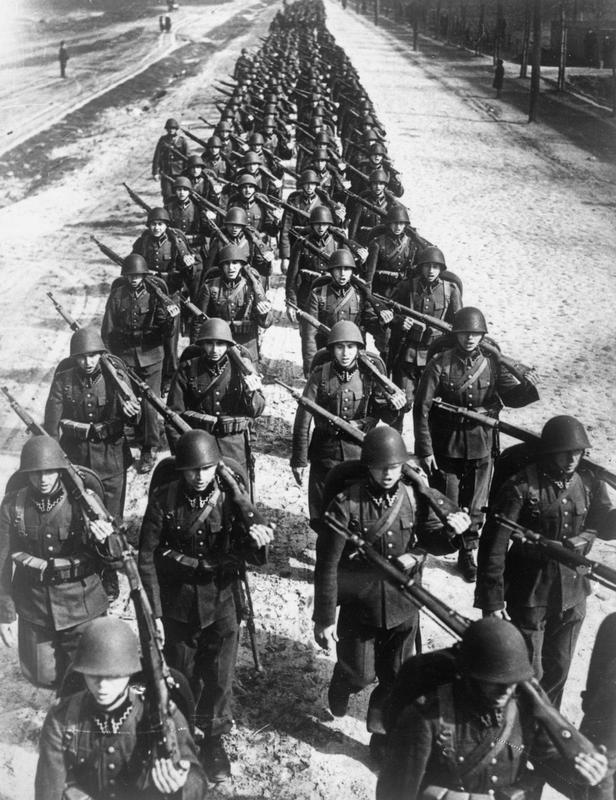
波軍的步兵部隊

波蘭陸軍於戰前共有30個步兵師、14個騎兵旅和11個國民兵單位，若完全動員還可達到135萬名士兵，但在9月1日時只動員了將近100萬人，較晚抵達歸屬單位的士兵則因為在運輸車輛上成為德國空軍的明顯目標，遭到猛烈的炸射而導致巨大的傷亡。波蘇戰爭的經驗深深影響了波軍的組織與作戰原則。不同於一戰中的典型戰況—壕溝戰，波蘇戰爭是一場由騎兵的機動性扮演決定性角色的軍事衝突。波蘭因而充分認識到「機動」所擁有的優勢，建立了總兵力達210個連的騎兵部隊，並將其編成3個輕騎兵團、27個長矛騎兵團和10個步槍騎兵團，波軍還認為騎兵較德軍機械化部隊相比，擁有克服困難地型的優勢。在戰爭爆發後，波蘭騎兵旅在與德軍步兵交戰的過程中獲得了部份的成功。
在機械化部隊方面，雖然波軍於1930年代末期曾試著令軍隊機械化，但優先發展者為高射砲與反戰車砲，但與機槍數量一樣，波軍火砲數量嚴重不足，每個步兵師僅有48門。波軍較德軍的戰車數量少得多，且被分散與步兵協同作戰，儘管他們在個別的反戰車作戰中表現優異，仍無法成為一股有效的戰略單位。波軍的裝甲部隊包括2個裝甲旅、4個戰車營和配屬到步兵師和騎兵旅、總計30個連的過時迷你戰車（僅裝備機槍或口徑僅有20公釐的火砲），總數約800多輛。在1939年時，波軍唯一一種達到當代世界水準的戰車是7TP戰車，為當時世上少數裝備柴油發動機的量產戰車，武器裝備明顯比其主要的對手、德國的一號與二號戰車優勝，但自1935年一直到1939年爆發戰爭期間僅生產了135輛，不具有多大的作用。另外波蘭也有一些進口的現代化戰車，如50輛的法製R-35戰車和38輛的英製維克斯六噸戰車，但數量同樣過少。波軍部隊另一項落後德軍的地方為通信與指揮手段，波軍雖然已引入無線電系統，但各單位間通訊仍主要以信號兵和偵察兵傳遞，師部與指揮部則是使用民用電話網路和電報系統，在進行實戰時，這樣的情報傳遞速度過慢（這些同樣也是法軍的缺點）；相比下，德軍士兵於部隊大量使用通信設備，師部指揮車相當靠近前線進行情報分享、有些軍官甚至自行駕駛飛機進行觀測，迅速掌握戰場局勢變化，並立即做出最適當的判斷。

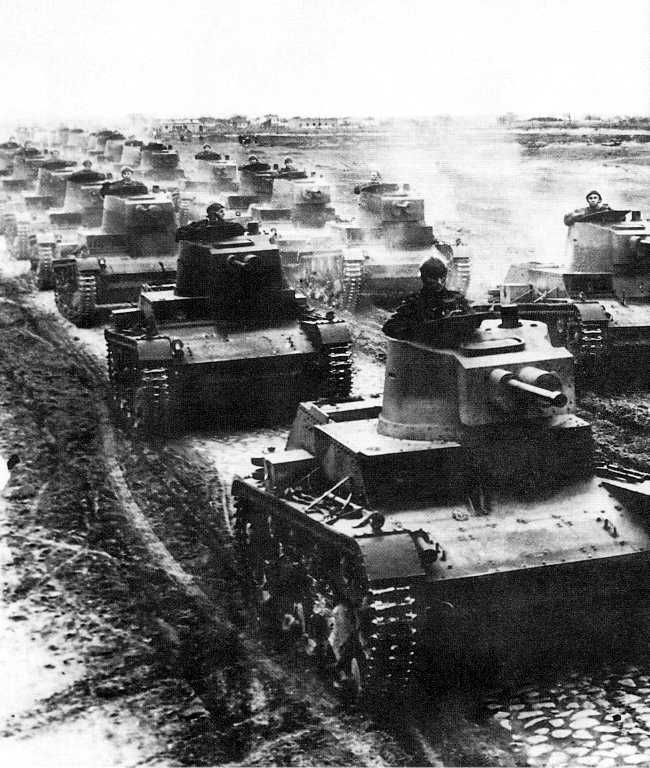
波軍的7TP戰車

波蘭空軍無論在規模還是飛機質量上均大幅落後於德國空軍，同時也缺乏現代化的戰鬥機，但它的飛行員質素是世界上數一數二的，在一年後的不列顛戰役中充分證明了波蘭飛行員的能力。波蘭空軍共約有1,900架飛機，但其中前線戰鬥用飛機甚少，1,900架裡有650架是訓練機，另外700架是各式過時淘汰、或在戰爭爆發時又無任何作用之飛機，真正的前線兵力為392架，包括185架戰鬥機、114架偵查戰鬥機（Scout bomber）、36架中型轟炸機和84架偵察機，其中的戰鬥機主力為128架的「PZL P.11戰鬥機」和30架的「PZL P.7戰鬥機」，這兩種飛機在30年代初期固然算是不錯，但與德軍1939年的現代化戰鬥機相比仍有所差距，P.11戰鬥機最高時速僅有每小時365公里，甚至低於德國部份的轟炸機。為彌補此缺點，波蘭飛行員必須依賴戰鬥機本身的機動性與俯衝時達到較高的速度來攔截敵機。原本預計服役並取代兩者的「PZL P.50戰鬥機」也因為戰爭過早爆發而無法實現。轟炸機方面，波軍只有36架「PZL-37麋鹿式」轟炸機（波軍唯一在性能上足以與德軍戰機媲美者）和共110架的「PZL.23 卡拉斯」。德軍第1航空隊司令的阿爾貝特·凱塞林航空兵上將高估了波蘭空軍的戰鬥機數量為實際的兩倍多，同時也低估了後者的轟炸機部隊，後來德國壓倒性的空中優勢令此誤判沒有造成什麼影響。波蘭空軍一共將飛機分配為兩個主要單位—戰略航空隊與陸軍航空隊，前者共有146架作戰飛機和60架支援飛機，後者則有246架作戰飛機與42架支援飛機。
波蘭海軍是波蘭三軍中最現代化的軍種，但規模甚小，僅有4艘英國或法國建造的驅逐艦、5艘法國或荷蘭設計的潛艇和少量的輔助艦艇船。大部分波蘭水面單位皆參加了「北京行動」，於8月20日離開波蘭港口、逃出北海至英國；而潛艇部隊則執行了「袋計畫」，潛伏於波羅的海以攻擊德軍海上交通線，但僅獲得少許的成功。

## 戰鬥流程

### 德軍的入侵
1939年9月1日清晨4點40分，德國空軍開始出動轟炸波蘭城鎮維隆，造成該市70％的建築物被毀、約1,200人死亡（大部分為平民）。同時，德國以官方訪問名義停留於但澤港內的舊式戰鬥艦「什列斯威格-荷爾斯泰因號」開始對西盤半島上的波軍據點開火射擊，此為第二次世界大戰的第一發砲火。4點45分，德國陸軍自北、南、西三方向入侵波蘭。
在入侵的第一階段行動中，德軍取得了良好的成果，將波軍分割為數個小集團，並以遠較波軍預想還要快的速度挺進著。然而，德軍仍有一些軍紀不良的事件發生，例如古德林在開戰伊始嚴令第3砲兵團禁止開砲，但後者還是如是作，並差點擊中古德林的座車。另外，有一些德軍士兵過於緊張，將德國空軍偵察機視為敵機而射擊之，令乘坐於其中、奉命為陸軍支援的空軍將領陷入危險。波軍的狀況則不是陷入被包圍的險境，就是正在往维斯瓦河撤退中，但在路上常受到難民的阻撓、德國空軍的炸射等狀況，且因為德國空軍摧毀了波蘭的通訊站，後者部隊行動難以協同。

#### 封鎖波蘭走廊

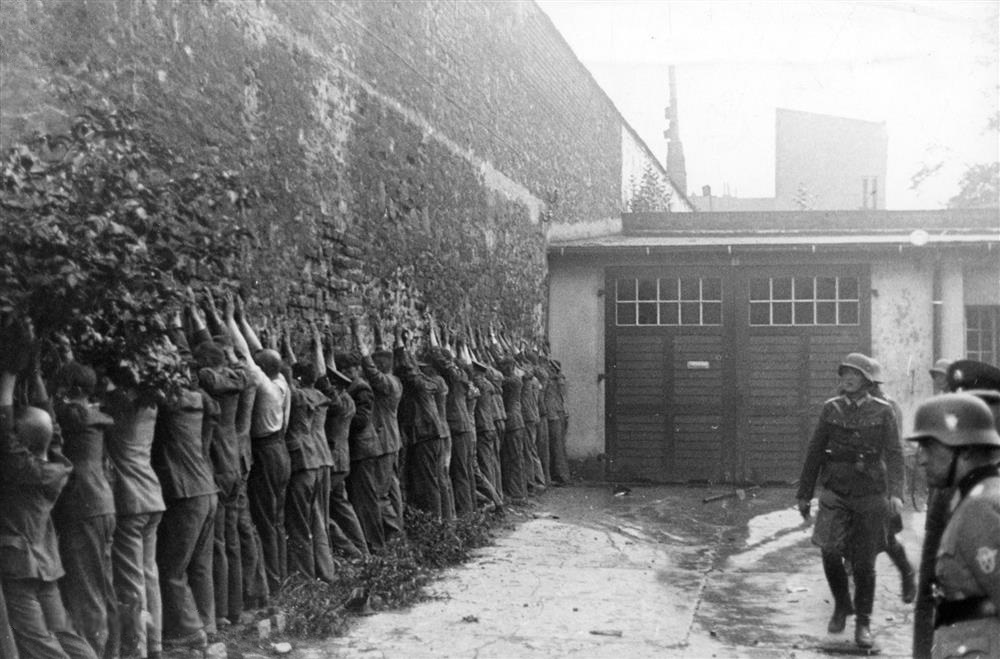
被德軍俘虜的波蘭但澤郵局守軍，其中多為平民，他們在但澤波蘭郵局保衛戰中抵抗地十分激烈，但最終不敵佔盡優勢的德軍，這群波蘭人大部分投降後遭德軍處決

負責波蘭北部的北方集團軍在清晨開始行動時，因為大霧而出現了友軍互擊的情況。除此之外，以古德林的第19摩托化軍作為矛頭的第4軍團進展頗快，而受到後者和第3軍團夾攻的波莫查軍團於9月3日開始往東南撤退，途中波軍第18波美拉尼亞槍騎兵團還為爭取時間而對德軍步兵發動騎兵衝鋒進行逆襲，並獲得了初步的成功，甚至古德林的參謀人員還驚慌地帶起頭盔防止被攻擊。不久後，德軍裝甲車以機槍將波軍騎兵擊退，本次的行動被義大利記者敘述成「波蘭騎兵勇敢地向德軍戰車衝鋒」，成為日後一個知名的誤傳（詳情見「克羅加提戰役」一條目）。在波莫查軍團已決定撤退之際，波軍已損失了一萬名士兵，大多是於波蘭走廊被德軍進行小型包圍所殲滅，這也令東面的莫拉瓦側翼洞開。
德軍最高統帥部判斷波軍會撤至布爾達河設置防線，於是古德林親自指揮第3裝甲師進行渡河攻擊，擊破了波軍腳踏車連部隊的防禦。9月2日，德軍跨越了布爾達河，但此時第19摩托化軍的戰車彈藥與燃料用盡而不得不停止。另一側的第3軍團則以「肯夫裝甲師」作前導，向莫德林軍團的第20步兵師進行猛烈的攻擊，一直到向南推進時遭遇莫拉瓦當地波軍要塞強烈的抵抗，德軍因而迂迴將其包圍之，波軍固守三天後放棄了該地，莫德林軍團撤至華沙。9月2日，肯夫裝甲師繼續往東前進，而第3軍團動員梯次較後的幾個步兵師則留下來抵禦波軍那累夫兵團對東普魯士發動的攻擊。9月3日，第3與第4軍團於紐恩堡會師。9月5日，肯夫裝甲師跨越了那累夫河。
在開戰頭三天，波蘭北部的走廊地區已經被德軍所佔領，然而波莫查軍團大部分主力仍成功撤出。這時波蘭北部僅剩下但澤一帶的波軍繼續強烈地抵抗德軍，尤其是前者在自軍條件十分不利的情況下仍能堅守很長的一段時間，包括西盤半島、但澤波蘭郵局和海爾半島三地的戰事；西盤半島上的波軍僅有200多人，卻能防守人數達2,600人且盡佔裝備、海空部隊支援優勢的德軍長達一星期；但澤波蘭郵局亦然，郵局內僅有數十位公務人員和平民，卻能抵擋擁有裝甲車等優勢裝備的親衛隊士兵14小時之久；海爾半島的波軍更是從9月9日一直抵抗到10月2日才投降。波軍的抵抗不僅在後來被波蘭政府所讚揚，還贏得了德軍的尊敬，如指揮西盤半島戰事的德軍將領腓特烈-格奧爾基·埃貝哈爾德即特別允許波蘭守軍指揮官能在投降後繼續保有自己的儀仗刀。

#### 南翼的突破

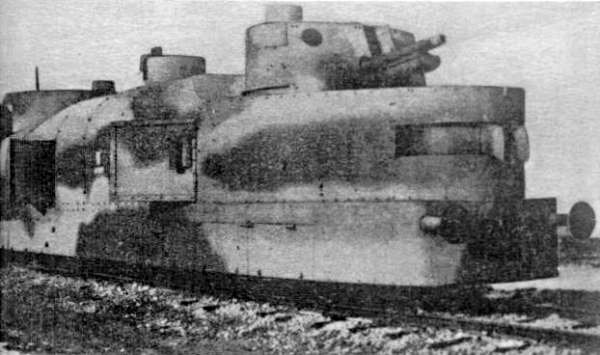
「勇敢號」裝甲列車，於9月1日曾支援了洛次軍團防守國境、抵擋了第4裝甲師的進攻，還給予該單位相當的損失，但仍不敵德軍俯衝轟炸機的攻擊

兵力遠較北方集團軍強大的南方集團軍以賴歇瑙的第10軍團為主攻切入波蘭國境，波軍趕緊撤退，並想於琴斯托霍瓦建立新防線，但德軍機械化部隊挺進速度極快，加上波軍撤退時遭遇到的各種混亂，使得9月3日時該地即被德軍所佔領，第10軍團下的第1裝甲師和兩個步兵師也突破了波蘭第7步兵師的防禦，奪取了橫跨瓦爾塔河的橋樑。儘管波軍集結起P.23轟炸機對德軍第1與第4裝甲師攻擊，仍被其防空砲火擊退，損失5架與受損7架以上。南部掩護第10軍團南翼的第14軍團則以第5裝甲師為前導向克拉考和下西西里亞工業區前進著，並將與其合圍波軍克拉考軍團。掩護第10軍團北翼的第8軍團也向洛次挺進中，該單位車輛不足，無法對其北邊的波茲南軍團試探其實力，這埋下了後來被逆襲的危險。
波軍此時剩下波茲南軍團處於未遭到打擊的狀態，其西部正面僅有德軍弱小的邊境守備部隊，原先波茲南軍團司令庫特雷茲巴想要對德軍南方集團軍北翼—第8軍團發動攻勢，但雷茲欲保留其實力來組織成维斯瓦河的防線而拒絕，並命令波茲南軍團進行撤退，然而這時德軍第4軍團和第8軍團已經威脅到其兩側翼，有被圍而殲之的危險。事實上，雷茲的決定正中倫德斯特的下懷，後者一直擔憂遭到波茲南軍團來自左翼的逆襲，並曾向希特勒建議以德軍騎兵單位來防禦，但希氏予以拒絕，並將此任務交給了訓練與經驗均不足的武裝親衛隊「阿道夫·希特勒警衛旗隊」摩托化步兵團。因此，雷茲以防禦為主的戰略想法，錯過了一次打擊南方集團軍的時機。9月6日，第10軍團的第4裝甲師抵達華沙郊區。9月8日，在擊退波蘭「沃林斯卡」騎兵旅守軍後，第4裝甲師一度要突破防線，進入市內，但隨後被架設好戰防陣地的波軍重創，損失了60輛戰車，德軍便先撤出該單位、等待增援。
鑑於日益不利的戰況，波軍加速進行動員，但9月4日當天普魯士軍團都未集結完成（主要原因是波軍本身動員效率太差和受到德國空軍干擾所致），波蘭最高統帥部只好再組成盧布林軍團（由塔德蘇茲·匹斯考少將指揮）。到了9月7日，波軍克拉考軍團已瀕臨崩潰、洛次軍團和普魯士軍團的聯繫也幾近斷絕。9月8日，第10軍團自北、南、西三方向包圍拉多姆的波軍，雖然後者抵抗激烈，但德軍在德國空軍的支援下仍於11日結束了戰鬥，俘虜了6萬名戰俘。

### 空戰

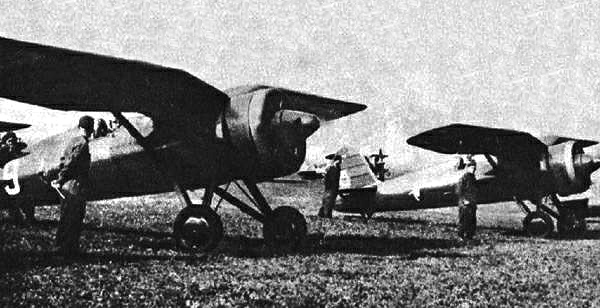
波蘭空軍的主力戰鬥機——PZL P.11

德國空軍遂行其作戰目標—奪取波蘭境內的制空權，故積極地對機場停駐或起飛的波蘭飛機進行攻擊，另外還炸射地面軍事目標，包括行進中的騎兵部隊、步兵、交通線以及通信站。德國空軍對波蘭機場進行非常猛烈的攻擊，摧毀地面上停留的任何飛機，日後便以此宣稱「德國空軍於開戰首日即將波蘭空軍摧毀於地面上」，但實際上當天僅有拉克懷斯（於克拉考附近）的機場受到攻擊，並僅損失28架非現役的飛機，而波蘭空軍主力的作戰飛機早在戰前即移入分散的秘密機場中，德軍搜索時也才將另外24架波蘭飛機擊毀於地面，但其中又多是訓練機種，波蘭空軍的有生力量仍舊存在，在戰爭中也獲得一些成果，如於開戰伊始發動的海岸作戰，德軍派遣了4組轟炸機群飛往華沙，遭遇到波軍的「追擊旅」部隊，被後者戰鬥機擊落16架，而其則損失10架、受損24架，在戰爭頭六天，追擊旅已擊落德軍42架飛機。然而相較於追擊旅的活躍，波軍的轟炸機部隊表現就不如預期，波軍曾於9月2日集結24架P.23轟炸機攻擊德軍第10軍團先頭部隊，但這些轟炸機被設計為必須低空慢速飛行才可能將炸彈擊中裝甲部隊，這樣一來從而成為德軍20公釐防空砲的最好目標，最終波軍損失慘重。
隨著時間過去，由於波軍飛機數量無法補充、機體過時和分散四處，其劣勢逐漸顯現出來。9月6日，波軍追擊旅的全部54架戰鬥機已經損失了38架，波軍只得將機群撤至盧布，到了9月14日時，前線的波軍飛機數量已從原先的400架減為54架。另外，由於德軍快速地佔領了機場，使得波蘭空軍保留實力下來的主力飛機無法獲得補給，最終只得將98％的人員撤往羅馬尼亞。整場波蘭戰役，德軍約損失285架飛機，其中279架無法修復，包括至少有126架為波蘭戰鬥機所擊落，剩餘者則多為波軍防空火力的攻擊所造成，共造成239人陣亡、88人失蹤。波蘭空軍則在此戰役中損失估計約260架飛機（其中僅70架為空戰所毀），還有來源另外指出，波軍於戰鬥中損失284架飛機、因為其他原因再損失149架。

### 西方盟國對德宣戰

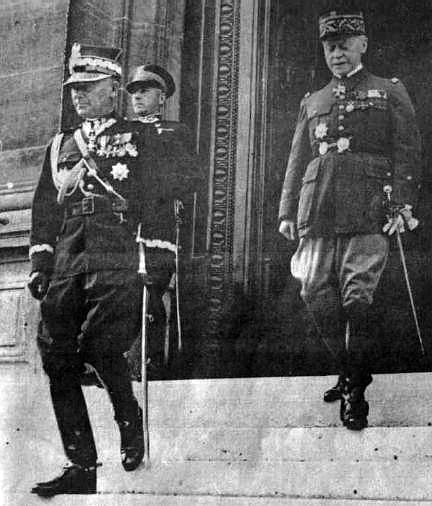
1936年8月，於華沙的雷茲將軍與法軍總司令毛利斯·甘莫林上將（右）

9月1日德國開始入侵後，英國首相張伯倫仍試圖以調解的方式解決波蘭戰事，法國也如此，甚至邀請義大利首相本尼托·墨索里尼來主持。稍後，在議會各成員的龐大壓力下，張伯倫於9月2日上午9點告知德國：「若不立即停止軍事行動，並於當天上午11點開始撤軍，英國將會對德國宣戰。」但是英國駐德大使送交到希特勒手上時已經超過英國的時限。9月3日上午11點，英德兩國進入戰爭狀態；下午5點，法國也向德國宣戰。
然而英法兩國對德國宣戰後卻都按兵不動，僅在海上有所交手。至於以飛機進行轟炸一事，由於西班牙內戰時德國空軍對格爾尼加的轟炸行動展現了現代戰爭的毀滅性，英法兩國認為對德轟炸會遭到其報復而皆不執行。在地面部隊方面，雖然法軍總司令毛利斯·甘莫林曾於1939年5月承諾波蘭會在德國進攻該國時，於「動員開始後15天內」對德國發動攻擊。然而法軍的動員極為緩慢，並只在9月7日發動過一次「薩爾攻勢」，進攻德國薩爾地區，以表示兌現其諾言，但甘莫林嚴令法軍再挺進至距離德軍西面防線——「齊格菲防線」少於一公里的地區（超過法軍要塞砲射程範圍），在為期5天的薩爾攻勢裡法軍僅挺進8公里，並刻意留時間給德軍撤退。到了12日，甘莫林認為波蘭局勢無可挽回，故藉此不再投入更多兵力。9月21日，薩爾攻勢停止，法軍於10月4日撤回原出發線，而10月16日，波蘭戰役結束後，德軍立即收復了這些失地。兩軍對峙而不戰，而後這個狀態就是德軍稱之的「靜坐戰」，而美國記者則將其稱之「假戰」。在1945年的紐倫堡審判中，上庭的德國大將齊格非·韋斯特法爾亦指出：「如果1939年9月時法國真的全面進攻的話，我估計德軍只能撐一至兩個星期。」
德軍擔憂西線盟軍的進攻令其處於極為不利的位置，因此鑑於目前情勢，集團軍的戰略佈署必須有所改變。然而陸軍總司令部和戰鬥部隊指揮官意見相左，前者不欲令德軍過於深入波蘭境內，而使其盡量接近起初攻勢出發點的鐵路站，好讓部隊可快速向西運送。至於後者，如兩位集團軍司令—波克與倫德斯特皆希望深入挺進，進行一次對波蘭主力部隊的大型包圍殲滅戰。其中，波克於9月5日提議重新佈署第4軍團，並將部隊派往華沙以東地區，避免波軍於當地建立新防線，但這個設想被認為過於冒險而遭陸軍總司令部否決。一直到9月5日，陸軍總司令部才同意進行一個妥協方案，令第19摩托化軍越過東普魯士，往拉里夫河進攻，而第4軍團其餘部隊則繼續壓迫波軍，將其趕至華沙。

### 布楚拉戰役、波蘭主力軍團的毀滅

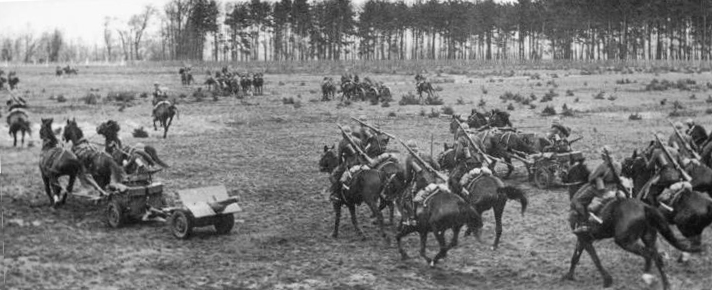
布楚拉戰役中的波蘭騎兵部隊

9月7日當晚，雷茲判斷德軍將在一星期內把華沙包圍，屆時他將失去與其他軍團的聯繫。因此，雷茲在這時決定將最高統帥部迁至布列斯特-里托夫斯克。這是一個嚴重的錯誤決定，該地不僅並未完全準備好指揮中心必備的通信設備，同時現在正處波軍構築维斯瓦河、倚賴此天然防線抵擋德軍的關鍵時刻，但雷茲此舉讓最高統帥部的協同能力喪失，還讓前線部隊同時收到華沙和布列斯特的矛盾命令。
另一方面，向華沙進軍的第10軍團由於與掩護其左翼、但機動力不足而被拋在後面的第8軍團脫節，而掩護第8軍團側翼的又只剩下一個第30步兵師。9月8日，庫特雷茲巴再次向雷茲請求其指揮波茲南軍團和波莫查軍團對第8軍團側翼反攻，兩軍團即便已遭到部份損失，仍保有可觀戰力（9個步兵師和2個騎兵旅）。波軍最高統帥部判斷，倘若不實施反擊，德軍挺進速度仍超過波軍，後者會持續居於不利之地位，但若反擊，雖不利於部份波軍的撤退，但可以減緩德軍的進軍速度，爭取其他單位（尤其是洛次軍團）撤往维斯瓦河的時間。衡量權益利弊後，波軍最高統帥部決定同意庫特雷茲巴的要求，但又給了一個非常不切實際的命令：「以拉多姆為目標向東南方發動攻擊，並一邊撤往羅馬尼亞橋頭堡。」9月9日晚，波軍自布楚拉河東南部開始發動大規模逆襲，這場「布楚拉戰役」也是波軍於波蘭戰役中唯一的主要攻勢行動。
由於情報人員的疏失，德軍錯估了波茲南軍團的位置，誤以為其已藉由鐵路撤回華沙，但倫德斯特仍對北翼日漸延伸所暴露出來的弱點而有所警戒，並警告布拉斯科維茨，但前線單位的第24步兵師和第30步兵師則忽略了此威脅。後來當波軍反擊開始時，第8軍團內部確實有所震驚，但倫德斯特和身為南方集團軍參謀長的曼斯坦則視此為一次殲滅於维斯瓦河以西的波軍的大好機會，於是開始重新集結兵力。9月11日，第8軍團已自第10軍團、第14軍團中抽調，達到6個軍的強大兵力。9月12日，庫特雷茲巴得知洛次軍團已往北部的莫德林撤退，兩軍已無會合之希望。即使如此，庫特雷茲巴還是進行了數次不協調的突圍；先是9月12日再度朝東南方突擊，而德軍雖然有所損失，卻仍然成功固守戰線。9月15日，波軍已放棄了東南部的攻擊。9月16日，庫特雷茲巴再對東北方發動攻擊，但德軍將原先進擊到華沙市郊的兩個裝甲師掉頭，自東面攻擊，波軍再度被擊退。17日，德軍也調來原本在轟炸華沙的空軍，對布楚拉包圍圈的波軍進行強大的打擊，一共投下328噸的炸彈，波軍傷亡慘重、高射砲兵也把彈藥都打完了，不得不退到該區的森林中，但又被德軍飛機的燒夷彈造成的火災趕了出來，繼續於開闊地形中被轟炸機攻擊。9月17日，德軍收緊包圍圈，於當天就俘虜了4萬名戰俘。9月21日戰鬥結束後，波軍共有12萬人被俘，只有少部份士兵得以藉由森林為屏障逃出包圍圈，而波茲南軍團與波莫查軍團的大部份兵力都被消滅了。

### 蘇聯入侵波蘭

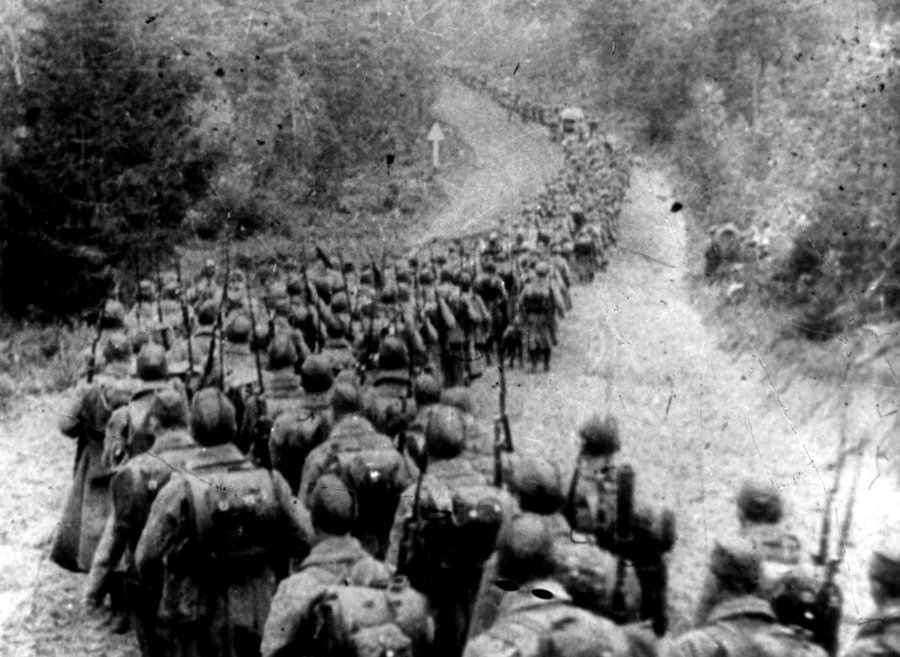
蘇軍於9月17日跨過邊境，入侵波蘭

在德軍第8軍團與第10軍團正處理布楚拉戰事時，波軍爭取其贏來一星期的寶貴時間，加快增強華沙城的防護以因應敵軍接下來的入侵，並盡量將殘存的部隊（主要是克拉考軍團）調至羅馬尼亞橋頭堡，而德軍則正以13個師（相當於波蘭戰場上總兵力的1/3）慢慢包圍華沙城。南北兩主要戰場上，德軍還要於華沙以東建立一個巨型雙鉗。9月14日，德軍第10裝甲師抵達了布列斯特-里托夫斯克邊境地區，並於15日擊破了當地波軍的防禦工事。9月17日，第3裝甲師抵達弗沃達瓦，德軍裝甲兵力的南北兩鉗即將合圍。在波蘭的其他重點地區方面，普熱希梅爾自9月10日被德軍包圍、9月14日包圍了利沃夫，此地是波蘭除了布楚拉河以外的最後一個主要反抗據點。

另一方面，就在9月17日一早，蘇聯官方告知波蘭駐俄大使：
由於波蘭在與德國之間的戰爭裡已表現出國家內部的腐敗、政府已呈現解體的狀態，故蘇聯先前與其簽訂過的任何協定將不再有效，且波蘭已成了一個混亂而危險的地區，蘇聯已無法漠視烏克蘭和白俄羅斯的同胞，故蘇聯政府已命令紅軍跨過邊界，保護烏克蘭和白俄羅斯居民，令其擺脫被不明智的領導人（波蘭政府）所捲入的戰爭，讓他們回歸平靜的生活。

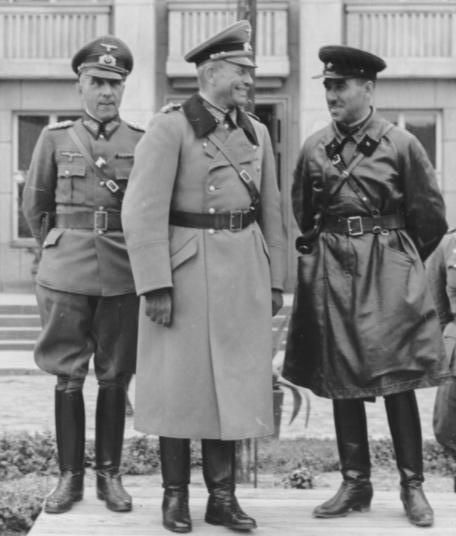
9月23日，德蘇兩軍於布列斯特共同舉辦聯合閱兵。雙方代表為德軍第19摩托化軍軍長古德林（中）和蘇軍第29戰車旅旅長謝苗·克里沃申準將（右）

蘇聯告知波蘭代表後不久，龐大的蘇聯軍隊越過了兩國邊境，入侵波蘭。此舉不僅令波蘭震驚，連德軍也極為訝異，包括身居高級職務的最高統帥部作戰處長阿爾弗雷德·約德爾將軍也驚訝的追問：「他們準備對付誰呢？」原因是，希特勒只有告知外界（包括大部分德軍將領）德蘇兩國簽訂互不侵犯條約一事，卻沒有提到共同瓜分波蘭的行動。原先蘇聯也不知道德軍究竟將會何時展開對波戰爭，但當9月1日入侵開始後，由於德軍的快速進擊遠出乎蘇聯預料（後者原認為戰事將會演變為有如一次大戰的陣地戰），若要分配到利益，蘇聯就需於近期入侵波蘭。9月3日，里賓特洛甫就如此建議蘇方，而史達林命令外交部長莫洛托夫告知德方，蘇聯將會在有足夠軍隊的情況下入侵波蘭，同時他也要時間考量三件事：一、西方國家對波蘭受德國入侵一事反應；二、日本一直到8月24日結束其挑起的邊界衝突後，會有何反應；三、因為先前對蘇聯將領的整肅，導致其部隊動員效率下降，另需時間準備作戰。
最終，蘇聯軍集結了兩個方面軍的兵力（相當於德軍的集團軍），分別為由米哈伊尔·科瓦廖夫上將指揮的「白俄羅斯方面軍」（負責佔領布列斯特-里托夫斯克至立陶宛邊界的波蘭領土）和由謝苗·鐵木辛哥上將指揮的「烏克蘭方面軍」（負責佔領布列斯特-里托夫斯克以南的全部地區，其中在佈署上，最南邊有一支機械化的「第12軍團」，負責阻攔波軍撤退至羅馬尼亞和匈牙利），兵力共有25個步兵師、16個騎兵師和12個戰車旅，總計46萬人、3,739輛戰車、380輛裝甲車和2,000架作戰飛機。相比下，波軍於當地與其接戰的兵力甚少，第一線部隊主要為「邊境防護軍」（Korpus Ochrony Pogranicza，簡稱「KOP」），僅有18個營、共12,000人，且沿著蘇波邊境展開、兵力分散於四周。
蘇軍被告知禁止與波軍直接衝突，使後者一度以為其為盟軍，但蘇軍逐漸向內地深入且許多波軍被解除武裝後，其入侵形勢也逐見明朗化。雷茲於17日至18日的晚上對波軍下令，除非出於自衛或是前往羅馬尼亞橋頭堡時遭蘇軍攔截，否則盡可能不要與蘇軍衝突，以撤退為首要目標，但還是有數個小規模衝突發生，如「格羅德諾戰役」。蘇聯入侵的同一日，雷茲與政府要員都逃往了羅馬尼亞，許多波蘭平民也同樣前往尋求避難。就整體形勢來看，蘇聯入侵是一個決定性的因素，波軍原希望藉由維斯瓦河守住波蘭東部的計畫已變得沒有意義，它說服波蘭政府「波蘭已經戰敗」的事實。至於對前線的德軍士兵來說，蘇聯的入侵毫無預警，因此兩方還引發了一些衝突，不過都是相對算少的情況，總體來說，兩國士兵間仍有一定程度的友善關係，德方也藉由宣傳促成此一和諧的氣氛，兩軍士兵互相握手敬禮。9月23日時，布列斯特的德蘇兩軍還舉行了聯合閱兵，兩方分別由德軍第19摩托化軍軍長的古德林和蘇軍第29戰車旅旅長的謝苗·克里沃申準將作代表。
當蘇軍深入波蘭內地後，即通知德軍應撤至那累夫河-维斯瓦河-桑河一線。9月20日，希特勒親自下令德軍結束該線以東的一切戰鬥，後者在消滅波蘭僅存的少數兵力後，也井然有序地進行了撤退工作。德軍也將部份尚未結束的戰鬥留給了蘇軍處理，如直到9月20日仍處於包圍狀態的利沃夫，但出乎德軍預料的是，當德軍要撤離該地時，波蘭軍立即向德軍所投降。

### 華沙投降、戰事結束

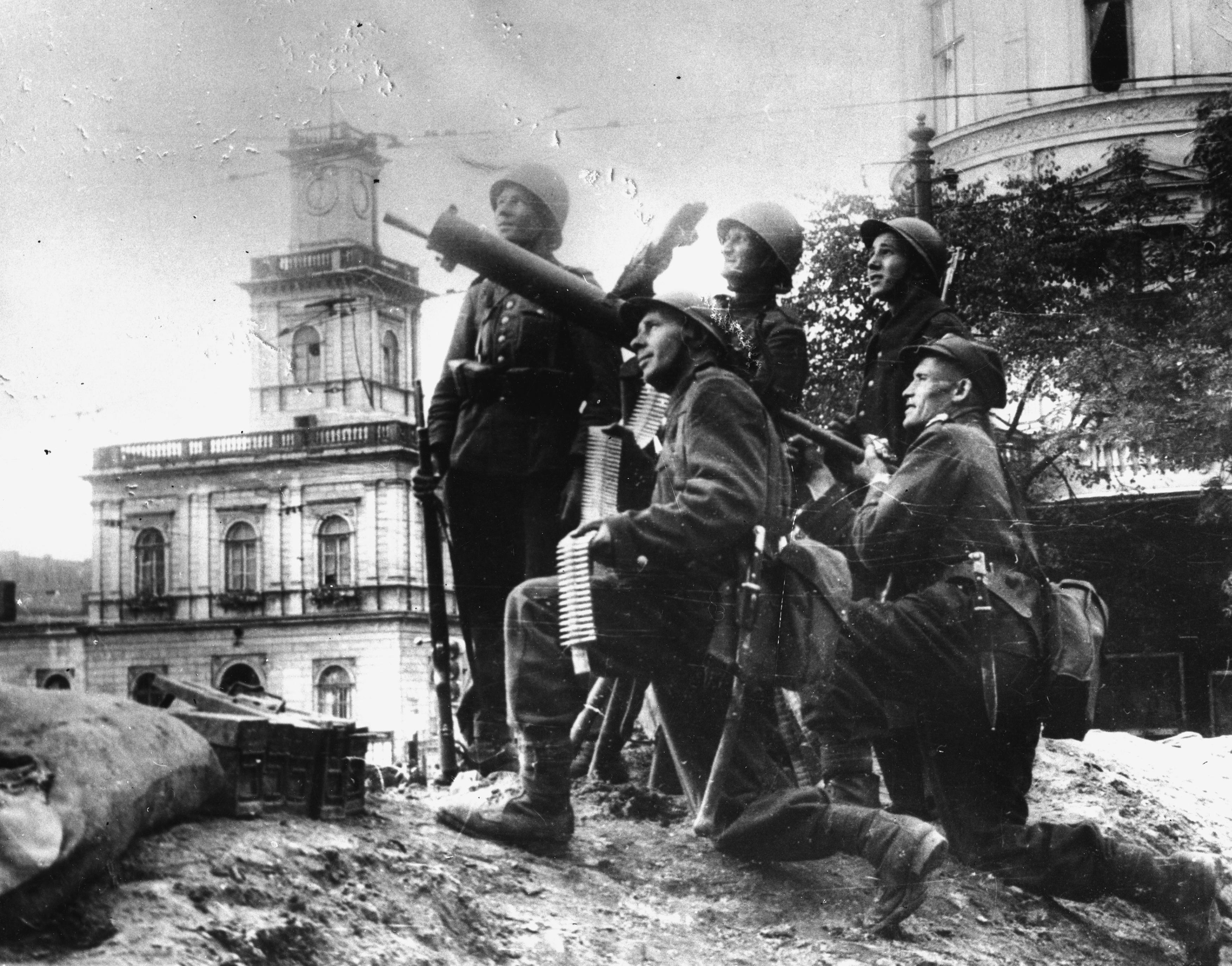
華沙的波蘭守軍，正操作著防空砲

9月15日時，第10與第3軍團已經包圍了華沙。德軍還在16日大量投下傳單勸降，以免讓部隊進行殘酷的巷戰而導致大量傷亡，但波軍守將—原洛次軍團司令隆美爾將軍拒絕此要求，因此德軍開始對華沙發動攻擊。9月21日，南方集團軍集結1,000門火砲轟炸華沙，並在23日對該市發動攻擊，然後被波軍所逐退。25日，德軍再度集結可用之火力進行轟炸，包括1,200架的飛機，裡面不乏有主要被用作運輸機之用的Ju 52。德軍進行空襲前有事先告知城內民眾盡快離開，但同時也命令將該城包圍得更徹底，以提昇內部食物和飲水量的需求。雖然德軍發動的轟炸行動火力十分猛烈，特別是針對自來水過濾站、供電廠、麵粉加工廠等維生設施（令居民直接飲用河水而患病和飢餓），但實際上因為當天雲層頗厚，德國空軍有不少炸彈扔到了北部的步兵部隊的頭上，負責該行動的「特種航空指揮部」指揮官沃尔弗拉姆·冯·里希特霍芬因而遭到第8軍團司令的怒罵。9月26日，第8軍團發動攻擊，逐漸突破了波軍的防守。隔天，隆美爾提出停火休戰要求，但被德軍所拒，後者表示只接受無條件投降。9月28日，華沙守軍投降，但在波蘭地下國的抵抗下，德軍直到30日黃昏才進入該城，德軍俘虜了城內共14萬名士兵，而該城有40％的建築物被受損、另外10％被毀。
9月18日，波軍克拉考軍團嘗試突破德軍防線，撤往羅馬尼亞，雙方還爆發了波蘭戰役中最大規模的戰車戰，最終波軍的攻勢被擊退，克拉考軍團亦於9月20日投降。9月27日，德軍在北部的「莫德林要塞」使用原用來轟炸華沙市的大砲，發動猛烈的進攻，突破波軍的防線，結束了歷時16天之久的莫德林戰役，莫德林軍團全軍覆沒，24,000人被俘。戰爭進行到這個階段只剩下少數孤立且被德軍所包圍的波軍仍駐守著陣地，最後接連投降，如歐克斯威、海爾半島、西盤半島上的波軍。波蘭境內最後一場大型戰鬥為科克戰役，波軍的「波黎瑟獨立作戰兵團」於盧布林地區進行為時四天的抵抗，最終於10月6日上午10時投降，這標誌著波蘭戰役的結束。

## 結果

### 傷亡與損失

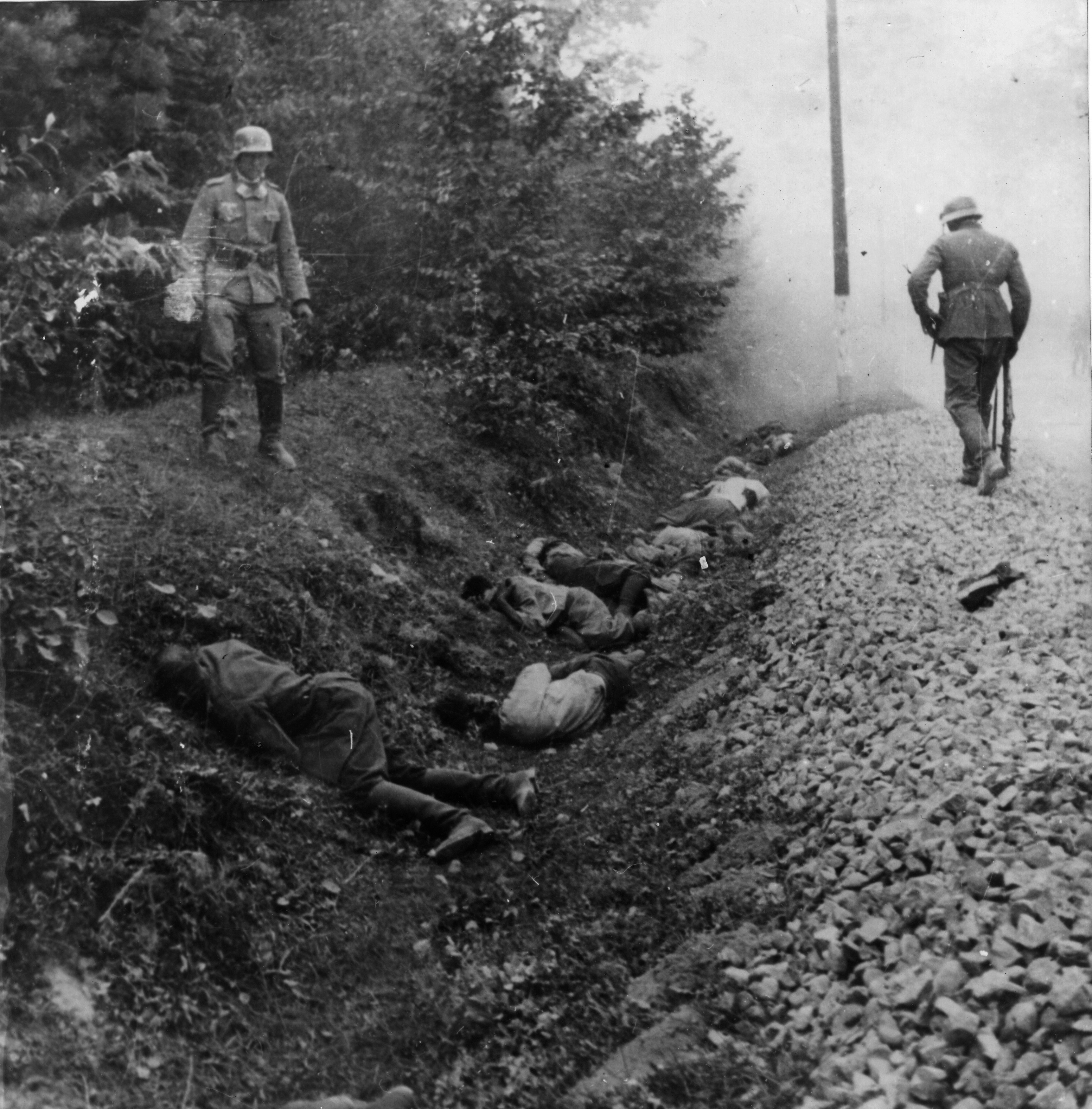
德軍第15摩托化步兵團於9月9日在切畢亞洛夫屠殺案300名波蘭戰俘、並加以埋葬的景象

波蘭戰役中各方的傷亡目前未有確實的數據，根據各不同來源有各種數據，所以僅能估計。波軍最常見的傷亡數字為共63,000至66,300人陣亡、134,000人受傷；而軍事歷史學家史蒂芬·薩羅卡則提出波軍共66,300人陣亡、133,700人受傷和587,000人被德軍所俘虜，另有100,000人被蘇軍所俘；軍事歷史學家J·E·考夫曼（J.E.Kaufmann）則提出波軍有787,000人被俘虜，其中587,000人被德軍所俘，另外200,000人被蘇軍所俘。軍事歷史學家阿德里安·吉爾伯特則提出有66,300人陣亡、受傷人數約130,000、還有40萬人被德軍所俘、20萬人被蘇軍所俘。另外，波蘭有相當多的士兵逃離了德蘇兩軍的包圍，藉由羅馬尼亞或匈牙利逃往了法國，吉爾伯特估計約有100,000人，而波軍的瓦迪斯瓦夫·安德爾斯少將則估計約有20至30萬人，考夫曼還另外補充有85,000名波軍士兵因為進入中立國而被拘留。德軍傷亡則比波軍小的多，薩羅卡提出其約16,000人陣亡、32,000人受傷，根據其他來源還有8,082人陣亡、27,279人受傷和5,029人失蹤。現今，最常見的和最為人接受的數字為：8,082-16,343人陣亡、320-5,029人失蹤、27,280-34,136人受傷。值得一提的是，波蘭戰役後希特勒於1939年宣稱德軍的傷亡數字為：10,576人陣亡、30,222人受傷與3,400人失蹤。根據早年盟軍與波蘭流亡政府的估計，德國傷亡人數量為90,000人陣亡及200,000人受傷。在裝備上，德軍共有674輛戰車損毀，其中完全報廢者有217輛（一說219輛，在這個數據中德軍共分別為損失一號戰車89輛、二號戰車78輛、三號戰車27輛、四號戰車19輛和LT-35戰車6輛），其中第4裝甲師損失最重，共81輛戰車，另外還有319輛裝甲車、195門火砲、6,046台各式車輛和5,538輛摩托車。蘇軍的損失難以估計，雖然大部分的數據顯示其傷亡人數不多，但根據資料來源不同而相差甚大，波蘭歷史學家聲稱蘇軍共有3,000人死亡、8,000至10,000人受傷，而俄羅斯歷史學家伊格爾·巴尼契則估計蘇軍共約5,327陣亡與失蹤，但沒有紀錄受傷人數，而其他還有資料指出蘇軍有737人陣亡，並估計總傷亡人數少於1,862人。
戰俘處置與平民傷亡方面，由於波蘭戰役是一場「總體戰」的實例，因此平民在戰爭期間傷亡比率很高，包括一開始德國空軍在對民用目標和道路上奔逃的難民進行轟炸，以達到破壞通信設備和打擊波蘭軍民士氣的效果而採取的行動。波蘭戰役期間除了軍事行動所造成的傷亡外，因為三國人民間的仇恨，彼此私刑與殺害戰俘與平民之事時有所聞，希特勒還在戰爭前一週向德軍高級將領聲稱將派遣親衛隊進入波蘭，「毫不憐憫地殺死波蘭的男女老幼」。開戰後，波蘭軍民對其境內的德裔平民進行迫害與屠殺，其中最著名的一個事件為9月3日發生的「血腥星期日」，一共有數百至數千名德國平民遭波蘭人殺害，此事還蔓延至德國國內，成為頭條新聞，後來德蘇兩國軍隊也大量屠殺了波蘭戰俘與平民（無論是正規軍或是政治部隊），例如在波蘭戰役全期中執行的「坦能堡行動」裡，約20,000名波蘭平民被德國親衛隊的「別動隊」於760處不同地點屠殺；在9月4日發生的琴斯托霍瓦屠殺中，德國國防軍在三天內殺害了990名波蘭平民和150名猶太人。總計下來，波蘭戰役中波蘭平民約150,000至200,000人傷亡，而德國平民也約有數千人傷亡。在1939年10月25日前，德國軍隊、警察和親衛隊單位已殺害了16,376名波蘭人。蘇軍亦有殺害戰俘與軍官的行動，如「格羅德諾戰役」結束後，被俘的波蘭軍官和士兵全被其處決。

### 軍事上的影響

#### 波軍的失敗之處
波蘭在戰前雖不如英、法、蘇、德四國為工業歐洲強權，但仍屬歐洲的一個大國，在軍事力量上也算是東歐列強。面對德軍的攻擊，波蘭武裝力量在短短四周的時間裡崩潰，原因令外界各國頗為關注。波軍主要的敗因很多，總體來說可分成戰略局勢的險惡、裝備現代化和機動力之不足、力量的懸殊差距、外交判斷上的錯誤等四方面。
戰略上，基於政治的理由而將主力部隊佈署於不利防禦的地域中，並樂觀地認為即便無法抵擋德軍，也有將部隊撤回维斯瓦河的可能。另外雖然波軍曾有計劃將西部工業區撤往東方，但其後來因為戰爭爆發而中斷，導致為了繼續擁有長期抗戰能力，波蘭不得不死守西部工業區，當決定要放棄時，主力部隊又已被德軍所包圍，波軍被迫在非常不利的狀態（補給線被切斷、來自多方面的攻擊、德國空軍的炸射和通信被切斷等）下進行決戰。因此，很大的程度上，波蘭的戰略態勢可以說是未戰先敗的惡劣。
裝備上，1939年時德軍亦有許多武器並沒有完成現代化，這抵銷了波軍的一部份劣勢，但德國空軍的飛機屬世界領先之水準，而波蘭受制於有限的財政狀況和時間上的不足而無法供其飛機現代化，導致戰爭爆發後波蘭空軍無法與德空軍一搏，最終在開戰之初失去制空權，讓波蘭戰役於波蘭陸軍隨時被德國空軍轟炸的條件下展開、處於不利的位置。機動力上，波軍選擇其經驗豐富的騎兵作為主要武器，但忽略了德軍投入快速部隊後將對戰爭形式的改變，因為後者挺進速度過快，導致波蘭最高統帥部難以判斷戰爭的發展，他們仍以法軍的步調在計算戰爭的速度，加之德軍轟炸通信站和波軍的情報傳遞既原始又緩慢，更使得開戰後的狀況混亂、難以協同。倘若波軍選擇將最具機動力的騎兵與機械化單位集結起來置於中央，以內線作戰的方式，在確認德軍主力位置後施加打擊，考虑到和德軍機械化部隊接戰時，波軍的騎兵部隊的打擊力頗成疑問，部份歷史學家認為，最終情況將演變成因為波軍機動力不足，在未進行交火時就已被迂迴包圍、為敵所捉，又被迫在不利的條件下決戰。再加上，若集結一個大規模的戰略機動單位，很可能會被德軍集中包圍殲滅，更為不利。
數量上，波蘭與德國在工業和動員能力又有相當的差距，德國陸軍許多單位裝備的武器雖然與波軍素質相差不大，但數量上是數倍之多，戰車約為後者的3倍（有將後者與戰車性能頗有差距的迷你戰車算進去）、兵力亦為1.5倍（加之波軍動員效率低，部隊被打散而無法集中，而德軍機動力充足，可以適時抽調集結）等，一定程度上，數量優勢彌補了德軍步兵在二戰初期低素質的表現，在波蘭戰役的許多例子中可以看出，德軍步兵的成功乃因於他們可不斷遂行攻擊的火力之充足。動員上，波蘭最高統帥部除了受制於外交政策，本身也誤判了德軍的動員速度，導致後者發起攻擊後，波軍還樂觀地認為德軍並未動員完成。
外交政策亦為波蘭的一大失誤，波蘭同時拒絕與其接壤的兩個陸上強權國家的同盟邀請，反而去與相隔遙遠的西方國家結盟，後來軍事計畫也變得過份倚賴西方盟國的協助，以至於在許多行動上欠缺獨立作戰之能力，如布楚拉戰役即是在撤退等待西方的援助與自行發動戰略打擊間徘徊。西方國家長時間遂行其綏靖以及「禍水東引」的政策，一方面希望遏止希特勒的侵略行動，另一方面又希望德國與蘇聯交戰，但沒有想到兩個完全對立的敵人會跳脫意識形態簽訂頗有同盟性質的條約。當戰爭爆發後，西方盟國也未直接發動攻勢，英法兩國領導人認為戰事仍有婉轉空間，進而制止了波軍的動員工作，甚至部份波蘭政治家也錯判希特勒的目標僅限於但澤與走廊地區。英法兩國陸上軍隊按兵不動，甚至連空軍都未派往波蘭或是用來攻擊德國本土，最終使得德軍主力能充份地集中，進行理想中的單線戰爭，而不會重蹈1914年德意志帝國軍隊兵臨巴黎城下時，受因於東線而趕緊抽調兵力、導致馬恩河戰役失敗的覆轍。當波蘭最高統帥部忙於對應德國的入侵時，原先潛在的敵人—蘇聯也加入戰局，使得嘗試於東部腹地重組戰線的波軍喪失了最後的希望，波蘭最高統帥部也認知到戰敗的事實。
與早期各界對波軍「僅進行輕微抵抗即迅速投降」和「對戰爭缺乏準備」的看法不同的是，波蘭戰役中波軍士兵仍有傑出的表現，如波蘭騎兵對德軍步兵的掃蕩行動頗為成功，波軍反戰車人員表現也非常活躍，他們有技巧地將長矛、手榴彈、馬刀扔進打開頂蓋的德軍戰車砲塔內，還曾於9月5日一天內擊毀德軍30輛以上的裝甲車輛，而己方僅毀損兩輛。在9月13、18、19日三次的戰鬥中，波軍迷你戰車組員羅曼·歐力克以TKS小戰車擊毀了德軍13輛戰車（大部分為效能較TKS佳的LT-35中戰車）。波軍戰鬥機飛行員與高射砲組員的表現亦不錯。總體來說，即便在很多實力差距極大的情況下，波蘭軍仍能進行長時間的抵抗，這點也被德軍所敬重，日後成為武裝親衛隊著名將領的庫爾特·邁爾曾說過：「若是否認波軍的勇敢是不公平的，我們在布楚拉河所打的每一場戰鬥都是靠著極大的兇猛和勇氣所完成的。」南方集團軍司令倫德斯特也表示：「向波蘭軍的勇敢和英雄氣概，至上最高的敬意。」

#### 經驗與獲益
雖然在波蘭戰役後不久，西方國家就已獲得了許多詳細紀錄可供研究，但當時很多人將這場戰爭解釋為「波軍被德軍的數量優勢所壓倒」、「波軍被德軍的科技優勢所擊敗」、「波蘭敗在一場巨大的消耗戰中」。在英法兩國的戰車軍事先驅者則聲稱，德軍如1918年協約國的作法：以重型戰車突破敵人防線擊敗波蘭，或是將其作戰方式解釋成遵照李德哈特、富勒這幾位的軍事理論作戰的結果（見下節），甚至有蘇軍於9月17日的入侵決定波蘭戰敗的說法。由於波蘭戰敗的太快且當時主流的舊式線性作戰準則，英法兩國對於真正的敗因難以理解，也沒有明顯的跡象可證明西方國家從波蘭戰役中學到什麼，雖然甘莫林後來宣稱「可以輕易切斷前進中的德軍戰車縱隊，並若波蘭戰役再於西方打一次，他將打贏這一仗。」但在1940年的法國戰役中，盟軍還是同波蘭一樣，因為缺乏機動精神而被打敗，尤其是在盟軍擁有與後者規模相當的部隊和素質更佳的裝備等條件下，這個弱點更為明顯。
德軍的收穫遠較任何國家來的多，首先，德國重新驗證他們的軍事準則優越處，擺脫在探討一次大戰德軍失敗的原因時對其產生的懷疑，重新恢復機動作戰的準則。再者，印證了快速部隊的實戰能力，並在沒有任何先例的情況下，完成了德國軍事歷史上首次師級裝甲部隊的作戰行動，還體察到部隊訓練不足、裝備的不適用和不合理性等問題。例如，裝甲師在巷戰的戰鬥中會蒙受極大的損失，如自9月8日起，第4裝甲師在華沙一帶的激烈戰鬥中，原先的120輛戰車到戰鬥結束時只剩下57輛可用於作戰，德軍自此即盡力讓裝甲部隊避開市區的戰鬥。一號與二號戰車兩者裝甲薄弱，波軍僅用戰防步槍即可貫穿其裝甲，所以古德林建議希特勒加緊三號與四號戰車的生產工作。至於同為機械化部隊的輕裝師則表現不佳，它們用於攻擊火力不足、用於偵查又太過笨重，在波蘭戰役前德軍就有計畫將其全部改編為裝甲師，而戰鬥結束後更是確定且加快了改編速度。摩托化步兵師則因為單位人員過於龐大與笨重而被縮編，各師將一個摩托化步兵團抽出，後來此舉使得摩托化步兵師的數量大幅增加。德軍還發現了88毫米高射炮與輕型防空武器用於戰防行動上的效果頗佳，波蘭戰役結束後，德國空軍的防空砲組員都必須接受戰防訓練。德軍也注意到砲兵部隊常落後於步兵的行動，使得前線的部隊缺乏足夠的火力支援，後來這個問題由「突擊砲」、自走砲等武器解決。波蘭戰役進行時，德軍也意外發現波蘭境內道路極為惡劣，各車輛為跟上攻勢進度而過份出力，導致其壽命嚴重縮短，甚至有部隊直接折損其裝備總數一半的卡車，導致陸軍參謀長哈爾德曾計畫「非摩托化計畫」，打算大量購買馬匹和相關器具，用以取代部份車輛，但這個想法隨後被「馬車部隊趕不上裝甲部隊」的報告所制止。
在打敗波蘭後，希特勒下令德軍移師西線，並盡快發動攻勢，而陸軍總司令布勞齊區曾向前者說明「波蘭戰役的條件無法用於西方戰線上」，企圖說服希特勒放棄對西方國家的攻擊，但遭到駁回與斥責。

#### 閃擊戰的迷思

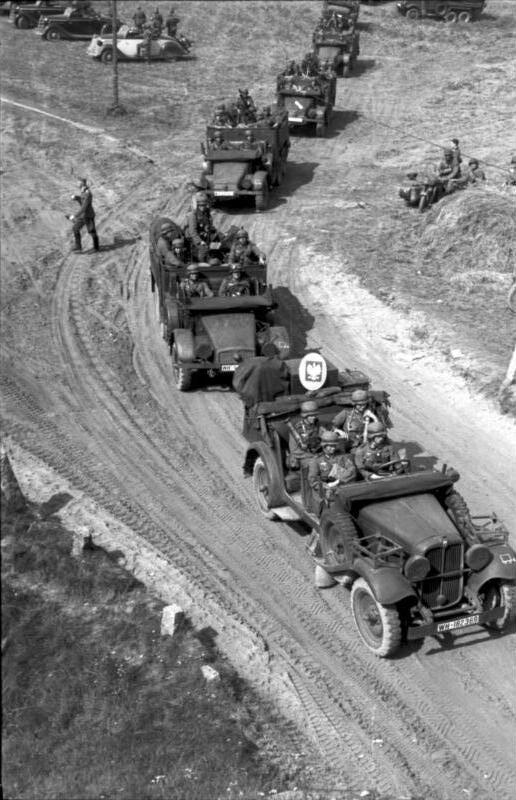
波蘭戰役裡的德軍摩托化步兵

波蘭戰役常被視為德軍首次嘗試「閃擊戰」此一新式作戰模式的行動，西方國家並稱其為「閃擊戰」（實際上，這個詞語出自於何處眾說紛紜，在波蘭戰役後有另一種知名的說法為，「閃擊戰」一詞出自於1939年9月25日的《時代雜誌》，詳見主條目）。二戰結束後初期的出版物中，亦可常見到關於德國人實踐了英國人的理念而創造閃電戰的說法。然而，這種說法目前已被一些軍事歷史學家所否定，如連·戴頓表示閃擊戰的軍事理念肯定出自德國人，且自俾斯麥時代之前就累積了相當的基礎、完全由普魯士的軍事理念逐漸演進而來。至於波蘭戰役是否具備閃擊戰的性質，戴頓則表示這場行動中「既沒有戰車大戰，也沒有大規模的戰車集結，德軍的包圍戰是由機動部隊所完成的。」
其他軍事學家更進一步地說明了，波蘭戰役中德軍的作戰方式與後來在法國、蘇聯的作法明顯不同（更甚者，戴頓提出法國戰役才是唯一一場閃擊戰的實例），這時的德國對於機械化部隊的用法仍處於一個相當過渡的時期，馬修·庫柏（Matthew Cooper）在他的著作中提到：「波蘭戰役裡，機械化單位的佈署純粹是為了輔助其攻勢和支援步兵戰鬥，因此，任何想將裝甲單位用到戰略層面的想法都還在萌芽階段……德軍地面部隊與空中力量的目標並非造成指揮系統癱瘓和士氣的崩潰，那些僅是德軍施行傳統的包圍機動戰和其空軍在充當飛行砲兵支援作戰時產生的副產品，透過物理上將敵人軍隊殲滅的行動才是德軍真正的目標，這即是波蘭戰役中的殲滅戰理論。」約翰·埃利（John Ellis）則寫道：「馬修·庫柏的觀點基本上可說是公允的，裝甲師並未被賦予過（在早期說法中的）展現出實質的裝甲閃擊戰一類的戰略性任務，反而是緊貼著大量的步兵部隊行動。」薩羅卡還額外補充道：「雖然西方國家已再三強調了在波蘭戰役中裝甲部隊和俯衝轟炸機的攻擊造成的震撼，但它們往往忽略了砲兵的作用，後者具機動力而隨時可支援前線的性質具有相當的重要性，它們所粉碎的敵軍數量也不下於其他德軍單位摧毀者。」
總體來說，波蘭戰役是一場藉由摩托化軍完成若干次小規模包圍戰的戰術行動所完成的戰例，而非運用裝甲部隊達到戰略性質的大規模機動包圍戰，但直到今天，在若干業餘或非正式戰史文獻中仍可見得將波蘭戰役視為閃擊戰的戰例，並將後者視為一種戰術，或把任何一場運用精銳兵力，藉由速戰速決獲勝的戰爭稱作閃擊戰。

### 政治上的影響

#### 反抗與佔領政策

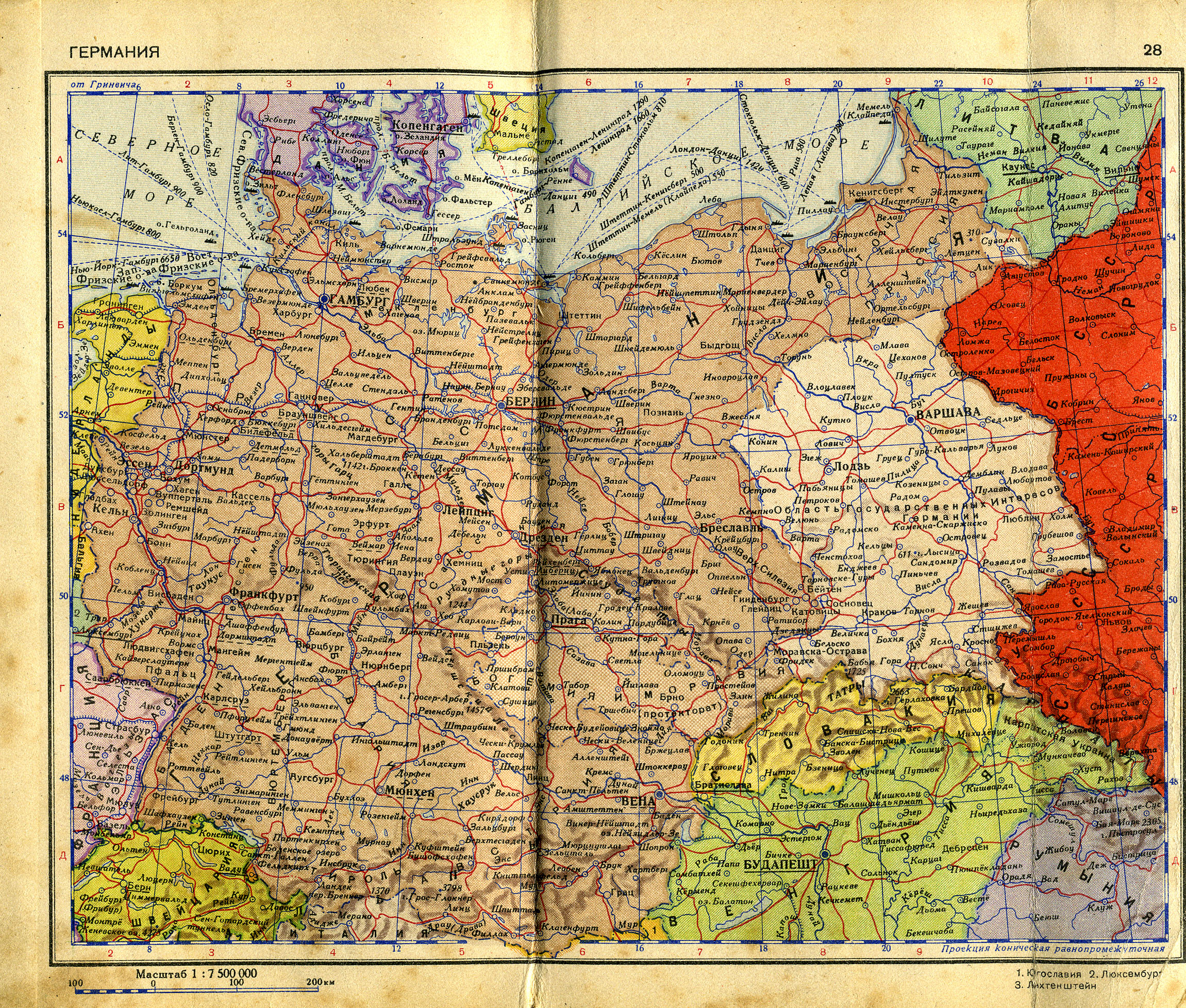
蘇聯畫的1940年德國地圖

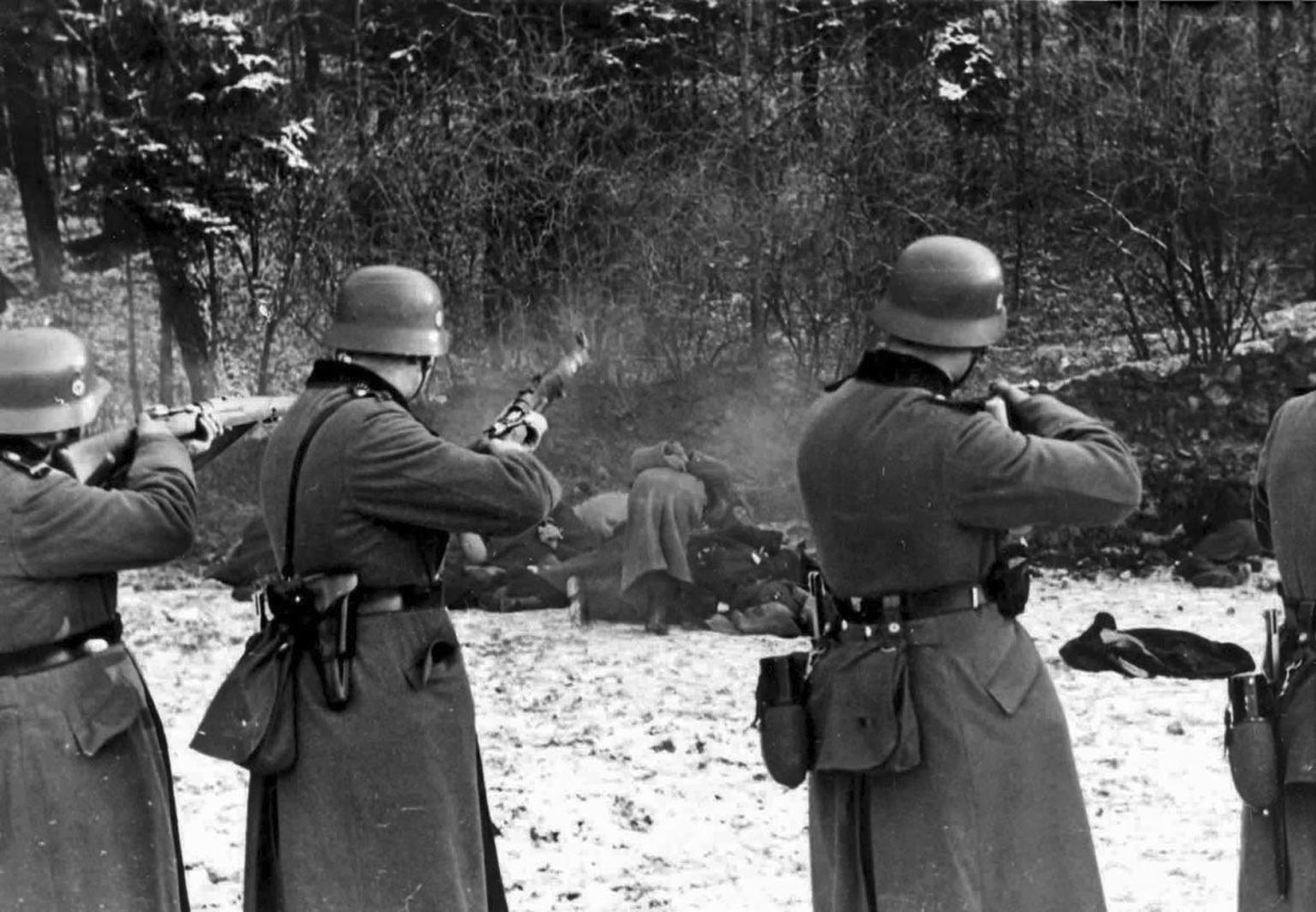
1939年12月18日，德意志國防軍於博赫尼亞處決了56位波蘭平民

按照《德蘇互不侵犯條約》內容，德國將擁有18萬8,000平方公里、2,020萬人的佔領區。於是在波蘭戰役尚未結束時，德國就先於9月8日和13日設置了佔領波蘭的軍區，分別阿爾弗雷德·馮·沃拉德-博克爾貝格指揮的「波森」軍區（Posen，後來該區成為德國入侵蘇聯的主力部隊—中央集團軍的總司令部）和由瓦爾特·海茨指揮的「西普魯士」軍區（Westpreußen），分別佔領了大波蘭和波美拉尼亞兩區，之後將兩者劃入本國領土，共面積達9萬平方公里，人口約有1000萬，較1914年的德意志帝國東部邊界長250公里。後來希特勒將任命亞瑟·格雷澤和但澤的納粹黨州領袖阿尔贝特·福斯特兩位納粹黨行政人員管理「波森」與「西普魯士」兩軍區，而剩餘的波蘭領土則由新成立的「波蘭總督府」管轄，由漢斯·法蘭克負責。1939年10月3日，希特勒再設立了「羅茲」和「克拉考」軍區，並分別由倫德斯特和利斯特將軍指揮。佔領期間，納粹政府對併入德國領土的地區施以「德國化」政策，判斷居民是否具有德意志血統，或無則依照種族而施加不同待遇，波蘭人不是遭到驅逐就是被派放至德裔人家庭作勞動力，並剝奪了他們接受教育的權利，使其成為單純的勞動群眾，而單純因為他們是波蘭人就被德軍殺害的事件時有所聞，德軍部份將領，如布拉斯科維茨曾向希特勒抱怨親衛隊的行徑，希特勒後來因此對他產生了惡感。驅逐出德國境內的波蘭人和猶太人被送至波蘭總督府中，爾後德國設立大量的集中營將他們有系統地屠殺。
蘇聯方面，其吞併的波蘭領土被瓜分至白俄羅斯蘇維埃社會主義共和國、烏克蘭蘇維埃社會主義共和國和立陶宛蘇維埃社會主義共和國（1940年蘇聯吞併波羅的海三國後）中，並施行「俄羅斯化」政策，將大量波蘭知識份子、軍官、地主等社會精英予以屠殺（最為著名者即是「卡廷森林屠殺案」），並把大量平民送至古拉格勞改營。根據「波蘭国家记忆研究院」的資料，在1939年至1941年蘇聯佔領期間共有15萬名波蘭人死亡、100萬到32萬人遭到驅逐。戰爭全期，共有全國六分之一（600萬人）的波蘭人死於德國或蘇聯的佔領政策下，為二戰各國傷亡人數比例中最高者（見第二次世界大戰各國傷亡統計）。
波蘭官方在戰事結束後從未正式宣佈投降，其殘存軍隊逃往西方盟國繼續對德作戰，也有大量的士兵脫下軍服躲到森林或是民眾之中，波蘭本土因而逐漸誕生一支地下反抗軍，並在二戰期間於波蘭本土上進行過多次的游擊戰，波蘭境內的抵抗運動也是二次大戰各個被納粹所佔領的國家中最大規模者，也是僅次於蘇聯（120萬）和南斯拉夫（80萬）境內游擊隊人數的第三大地下抗德武裝部隊（51萬）。1939年9月30日，波蘭推舉出瓦迪斯瓦夫·西科尔斯基將軍作為流亡政府的領導人，並於各地戰場加入盟軍對軸心國作戰，如1940年的法國戰役、不列顛戰役、西部沙漠戰場、1943年的義大利戰場、1944年的「大君主作戰」和1945年「柏林戰役」等，本土上亦多次爆發大規模武裝抵抗行動，如1943年的華沙猶太區起義、1944年的華沙起義，希特勒為報復後者的行動而下令德軍摧毀華沙，華沙因而被夷為平地，成為二次大戰受創最為嚴重的一個城市。除了提供可用兵力外，波蘭人也在情報領域方面也對盟軍有相當的貢獻，其中以協助竊聽無線電和戰前破譯了恩尼格瑪密碼機最為出名。

#### 與蘇聯關係的變化

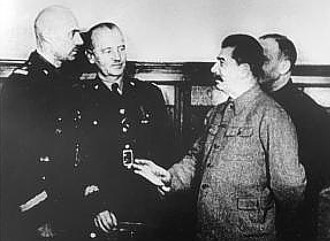
1941年，訪問蘇聯的瓦迪斯瓦夫·安德尔斯、西科尔斯基將軍与約瑟夫·史達林

法國戰役結束後不久，由於預見蘇德戰爭不久將爆發，波蘭同與德國瓜分其領土的蘇聯外交關係發生了變化，由於盟軍欲組成一個統一的反德戰線，英國向波蘭流亡政府施壓，加上國內外極其對雷茲和貝克同時與德國和蘇聯為敵的「兩個敵人」政策不滿，西科爾斯基被迫與蘇聯修好，並要於後者領土內建立一支波蘭軍隊。波蘭內部還曾在看法上存有分岐而一度分裂，在納粹德國於1941年6月22日入侵蘇聯後，西科尔斯基宣佈支持蘇聯，兩國暫時恢復了外交關係。然而到了1942年，蘇波兩國關係再度惡化，並分為兩派：親西方的安德斯與西科爾斯基將軍派和反對派。
1943年，德國於卡廷發現了遭蘇聯屠殺的波蘭軍官屍體，波蘭流亡政府要求進行調查，蘇聯藉口波蘭「與德國同流」而宣佈斷交，並繼續培養蘇聯境內的波蘭部隊，人數逐漸壯大至十萬多人，稱「波蘭人民軍」。到了1944年，波蘭地下反抗軍——波蘭家鄉軍進行史稱「華沙起義」的抗德作戰，但距離極近的蘇聯軍隊不前往支援，任其被德軍所消滅，而後佔領華沙時，再將其他反蘇或是意識形態敵對的波蘭人逮捕，扶持其共產黨政權，於倫敦的波蘭流亡政府之後再度分裂為主張和蘇聯與「波兰民族解放委员会」談判與其反對者。戰後，波蘭長期由共产主义政党「波蘭統一工人黨」執政，並以「寇松線」做為蘇波邊界，流亡於西方的波蘭政府則要一直到東歐剧变後才重回故土。

## 註腳
1. 1 2 3 4  Zaloga（2002年），第22页
2. ↑  Zaloga（2002年），第23页
3. ↑  （波兰語）. ww2.pl.   [2012-02-23]. （原始内容存档于2013-12-11）.
4. ↑  Zaloga（2002年），第27页
5. 1 2  Zaloga（2002年），第33页
6. ↑  Hooton（2007年），第85页
7. 1 2  （捷克文）. valka.cz.   [2012-02-23]. （原始内容存档于2021-04-19）.
8. 1 2 3 4 5 6 7  Zaloga（2002年），第80页
9. 1 2 3 4 5  （英文）. achtungpanzer.com.   [2012-02-23]. （原始内容存档于2018-03-18）.
10. 1 2  Seidner（1978年），第122-123页
11. ↑  Zaloga & y-2002，第33页
12. 1 2 3 4  Gilbert（2009年），第42页
13. ↑  （中文）. mod.gov.cn.   [2012-02-23]. （原始内容存档于2021-04-19）.
14. ↑  （波兰語）. 1939.pl.   [2012-02-23]. （原始内容存档于2021-04-19）.
15. ↑  （波兰語）. portalwiedzy.onet.pl.   [2012-02-23]. （原始内容存档于2017-06-30）.
16. 1 2  Kitchen（1990年），第74页
17. 1 2 3 4  Sanford（2005年），第20-24页
18. ↑  Forczyk（2019年），第8-9页
19. ↑  劉祖熙（2006年），第362页
20. 1 2  劉祖熙（2006年），第383页
21. ↑  劉祖熙（2006年），第389页
22. 1 2 3 4  劉祖熙（2006年），第384页
23. ↑  劉祖熙（2006年），第387页
24. ↑  劉祖熙（2006年），第388页
25. 1 2  傅寶真（2008年），第186页
26. ↑  傅寶真（2008年），第189页
27. 1 2  傅寶真（2008年），第188页
28. ↑  Tomasi（1993年），第140页
29. 1 2  傅寶真（2008年），第187页
30. ↑  劉祖熙（2006年），第385页
31. ↑  劉祖熙（2006年），第386页
32. ↑  劉祖熙（2006年），第412页
33. 1 2  劉祖熙（2006年），第413页
34. ↑  Majer（2003年），第188-189页
35. 1 2  劉祖熙（2006年），第414页
36. ↑  Snyder & Montgomery（2003年），第88页
37. ↑  劉祖熙（2006年），第415页
38. 1 2  Rothwell（2001年），第92页
39. ↑  劉祖熙（2006年），第417-418页
40. 1 2  劉祖熙（2006年），第419页
41. ↑  劉祖熙（2006年），第418页
42. ↑  Crozier（1997年），第150-151页
43. ↑  Crozier（1997年），第150页
44. 1 2  （英文）. Yale.edu.   [2009-01-11]. （原始内容存档于2016-04-21）.
45. 1 2  劉祖熙（2006年），第420页
46. ↑  劉祖熙（2006年），第421页
47. ↑  劉祖熙（2006年），第422页
48. 1 2  劉祖熙（2006年），第423页
49. ↑  （英文）. goliath.ecnext.com.   [2012-02-23]. （原始内容存档于2010-09-04）.
50. ↑  （英文）. fdrlibrary.marist.edu.   [2012-02-23]. （原始内容存档于2002-02-20）.
51. 1 2 3 4  Deighton（1996年），第96-97页
52. ↑  （英文）. avalon.law.yale.edu.   [2012-02-23]. （原始内容存档于2011-05-20）.
53. ↑  （英文）. avalon.law.yale.edu.   [2012-02-23]. （原始内容存档于2011-05-20）.
54. ↑  （英文）. avalon.law.yale.edu.   [2012-02-23]. （原始内容存档于2011-05-20）.
55. ↑  Zaloga（2002年），第36页
56. ↑  Manvell & Fraenkel（2007年），第76页
57. ↑  Gilbert（2009年），第19页
58. ↑  Deighton（1996年），第99-100页
59. ↑  滕昕雲（1998年），第2-14页
60. ↑  滕昕雲（2003年），第280页
61. 1 2  滕昕雲（2003年），第282页
62. 1 2  Kaufmann（1996年），第75页
63. 1 2  滕昕雲（2003年），第277页
64. ↑  滕昕雲（2003年），第278-279页
65. ↑  滕昕雲（1998年），第106-108页
66. ↑  Deighton（1996年），第88页
67. 1 2  Kaufmann（1996年），第86页
68. ↑  Kaufmann（1996年），第89-90页
69. 1 2  Kaufmann（1996年），第88页
70. 1 2  傅寶真（2008年），第192页
71. 1 2 3 4 5  Gilbert（2009年），第15页
72. ↑  Seidner（1978年），第68-72页
73. ↑  Seidner（1978年），第122-125页
74. 1 2 3  Seidner（1978年），第312页
75. 1 2 3 4 5 6  滕昕雲（1998年），第102页
76. ↑  （波兰語）. portalwiedzy.onet.pl.   [2012-02-24]. （原始内容存档于2012-09-23）.
77. ↑  Gilbert（2009年），第4页
78. ↑  Deighton（1996年），第101页
79. ↑  Deighton（1996年），第144页
80. 1 2 3  Gilbert（2009年），第14页
81. 1 2  Zaloga（2002年），第30页
82. ↑  滕昕雲（1998年），第29页
83. ↑  Gilbert（2009年），第11页
84. ↑  滕昕雲（1998年），第116页
85. 1 2 3  Kaufmann（1996年），第76页
86. 1 2  滕昕雲（1998年），第118页
87. 1 2 3  Kaufmann（1996年），第79页
88. ↑  Hooton（2007年），第281页
89. ↑  Seidner（1978年），第162页
90. ↑  Kaufmann（1996年），第77、79页
91. ↑  Seidner（1978年），第135-138页
92. ↑  滕昕雲（1998年），第112页
93. ↑  Seidner（1978年），第158页
94. ↑  Gilbert（2009年），第14-15页
95. ↑  （英文）. mailer.fsu.edu.   [2012-02-23]. （原始内容存档于2009-03-23）.
96. ↑  Gilbert（2009年），第22页
97. ↑  滕昕雲（2003年），第234-237页
98. ↑  Peszke（2004年），第2页
99. 1 2 3  Zaloga（2002年），第34页
100. ↑  Seidner（1978年），第162-163页
101. 1 2  （英文） (PDF). bdcol.ee.   [2012-02-24]. （原始内容存档 (PDF)于2020-05-23）.
102. ↑  （德文）. zeit.de.   [2012-02-24]. （原始内容存档于2019-11-17）.
103. ↑  （英文）. ehow.com.   [2012-02-24]. （原始内容存档于2013-09-06）.
104. ↑  Gilbert（2009年），第21-22页
105. 1 2  Gilbert（2009年），第21页
106. 1 2  Zaloga（2002年），第53页
107. 1 2  Kaufmann（1996年），第91页
108. ↑  Kaufmann（1996年），第92页
109. ↑  Zaloga（2002年），第43页
110. ↑  Gilbert（2009年），第22-23页
111. ↑  Gilbert（2009年），第23页
112. ↑  （英文）. gdansk-life.com.   [2012-04-07]. （原始内容存档于2012-11-27）.
113. ↑  （英文）. gdansk-life.com.   [2012-04-07]. （原始内容存档于2012-12-04）.
114. ↑  （英文） (PDF). muzeum1939.pl.   [2012-04-07]. （原始内容 (PDF)存档于2011-11-04）.
115. ↑  Gilbert（2009年），第25页
116. 1 2 3  Zaloga（2002年），第59页
117. 1 2  Kaufmann（1996年），第94页
118. ↑  Deighton（1996年），第103页
119. ↑  Zaloga（2002年），第55页
120. 1 2  Kaufmann（1996年），第95页
121. 1 2  Zaloga（2002年），第60-63页
122. ↑  Mitcham（2008年），第208页
123. 1 2  Zaloga（2002年），第50页
124. 1 2  Zaloga（2002年），第51页
125. ↑  Zaloga（2002年），第52-53页
126. 1 2  Zaloga（2002年），第52页
127. 1 2  Hooton & 2007，第87页
128. ↑  Mitcham（2008年），第213页
129. 1 2 3 4  Gilbert（2009年），第27页
130. ↑  Kaufmann（1996年），第107页
131. 1 2  Kaufmann（1996年），第108页
132. ↑  World at War - "France Falls" - Thames TV
133. ↑  Zaloga（2002年），第62页
134. ↑  Mitcham（2008年），第205页
135. ↑  Zaloga（2002年），第63页
136. 1 2  Zaloga（2002年），第66页
137. 1 2 3 4  Gilbert（2009年），第34页
138. ↑  Hooton（2007年），第91页
139. 1 2  Zaloga（2002年），第67页
140. ↑  （英文）. electronicmuseum.ca.   [2012-02-24]. （原始内容存档于2012-03-06）.
141. ↑  Deighton（1996年），第107页
142. 1 2  Gilbert（2009年），第36页
143. 1 2  Gilbert（2009年），第37页
144. ↑  Zaloga（2002年），第82页
145. ↑  Seidner（1977年），第29-51页
146. ↑  Zaloga（2002年），第83页
147. ↑  Seidner（1978年），第226-228页
148. ↑  Gilbert（2009年），第39页
149. 1 2  Zaloga（2002年），第75页
150. 1 2 3  Gilbert（2009年），第40-41页
151. ↑  Mitcham（2008年），第212页
152. 1 2  Zaloga（2002年），第78页
153. ↑  Seidner（1978年），第289-291页
154. 1 2  Jurga（1979年），第851页
155. 1 2  Zaloga（2002年），第86页
156. 1 2  Kaufmann（1996年），第102页
157. ↑  （英文）. historylearningsite.co.uk.   [2012-02-24]. （原始内容存档于2021-02-11）.
158. ↑  （英文）. historylearningsite.co.uk.   [2012年1月22日]. （原始内容存档于2011年6月7日）.
159. 1 2  （英文）. The Canberra Times. 1939年10月13日  [2012-01-22]. （原始内容存档于2009年6月30日）.
160. ↑  （英文）. The New York Times. 1941  [2009-01-16]. （原始内容存档于2009-02-07）.
161. 1 2 3  滕昕雲（1998年），第150页
162. ↑  Gilbert（2009年），第99页
163. ↑  Gross（2002年），第17-18页
164. ↑  Piotrowski（1998年），第199页
165. ↑  （波兰語）. sztetl.org.pl.   [2009-01-16]. （原始内容存档于2016-04-01）.
166. ↑  Piotrowski（1998年），第301页
167. ↑  Gilbert（2009年），第43页
168. ↑  （英文）. ipn.gov.pl.   [2012-02-24]. （原始内容存档于2008-12-05）.
169. ↑  Manstein（1958年），第46页
170. ↑  滕昕雲（1998年），第104页
171. ↑  Kaufmann（1996年），第101页
172. 1 2  Kaufmann（1996年），第99页
173. ↑  （英文）. wio.ru.   [2012-02-24]. （原始内容存档于2018-06-26）.
174. ↑  （俄文）. polska.ru.   [2012-02-23]. （原始内容存档于2021-04-19）.
175. 1 2 3 4  Deighton（1996年），第145页
176. ↑  Kaufmann（1996年），第103页
177. ↑  滕昕雲（2003年），第157页
178. ↑  滕昕雲（1998年），第156页
179. ↑  滕昕雲（1998年），第140页
180. ↑  滕昕雲（1998年），第152页
181. 1 2  Kaufmann（1996年），第101-102页
182. 1 2  Deighton（1996年），第207页
183. ↑  Deighton（1996年），第221页
184. ↑  Kaufmann（1996年），第150页
185. 1 2 3  Deighton（1996年），第146-147页
186. 1 2  滕昕雲（2003年），第283页
187. ↑  Deighton（1996年），第261页
188. 1 2  Cooper（1978年），第176页
189. ↑  Ellis（1999年），第3-4页
190. ↑  Rees（2005年），第88页
191. 1 2  Toppe（2008年），第398页
192. ↑  劉祖熙（2006年），第435页
193. 1 2  Zaloga（2002年），第89页
194. ↑  （英文）. AFP/Expatica. 30 July 2009  [2009-11-04]. （原始内容存档于2012-04-06）.
195. ↑  Dallas（2005年），第79页
196. ↑  Wyman（1998年），第34页
197. ↑  劉祖熙（2006年），第450页
198. ↑  Welchman（1982年），第289页
199. ↑  劉祖熙（2006年），第440页
200. ↑  劉祖熙（2006年），第443页
201. ↑  劉祖熙（2006年），第458页

## 外部連結
- （英文）. ibiblio.org.   [2012-02-23]. （原始内容存档于2008-12-14）.
- （英文）. ww2db.com.   [2012-02-23]. （原始内容存档于2008-05-18）.
- （英文）. feldgrau.com.   [2012-02-23]. （原始内容存档于2017-03-26）.
- （英文）. schoolshistory.org.uk.   [2012-02-23]. （原始内容存档于2008-07-08）.
- （英文）. news.bbc.co.uk.   [2012-02-23]. （原始内容存档于2008-04-06）.
- （英文）. niehorster.orbat.com.   [2012-02-23]. （原始内容存档于2012-03-04）.
- （英文）. www4.uwm.edu.   [2012-02-23]. （原始内容存档于2012-02-10）.